# Castelli normanni in Sicilia
Questa voce elenca i castelli normanni presenti in Sicilia, edificati durante il regno degli Altavilla. L'edificazione, costruzione, ricostruzione, potenziamento avvenne tra la caduta dominio arabo e l'avvento degli Angioini. In alcuni casi la costruzione fu iniziata dai normanni e completata dagli svevi

## Castelli e ruderi

### Agrigento e provincia

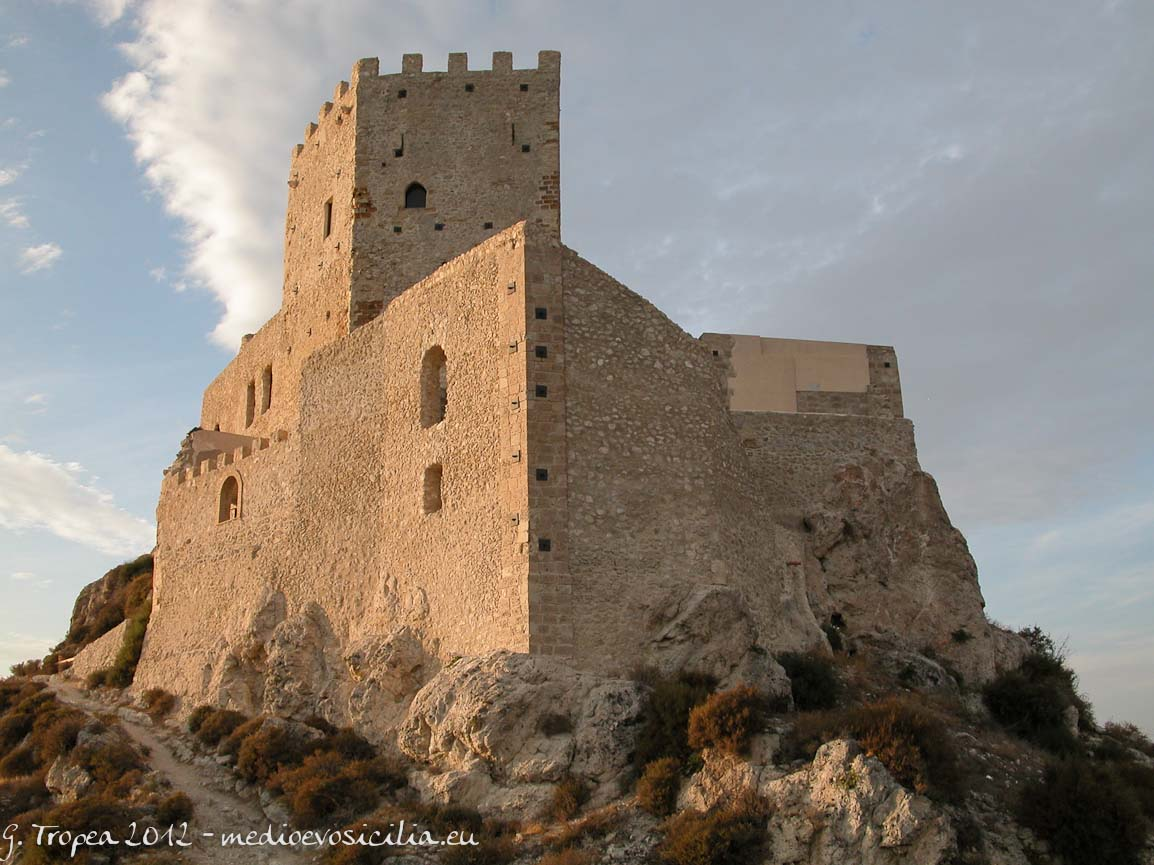
Castello chiaramontano di Palma di Montechiaro.

- 1087, Castello Firmissimum di Agrigento edificato per opera del Gran Conte Ruggero.
- 1305, Castello di Borangi o di Capo Disi di Agrigento, case Borangio comune di Agrigento.
- ?, Castello della Pietra d'Amico di Alessandria della Rocca, fortificazione confinante col territorio di Bivona edificato su fortificazione del periodo bizantino VIII - IX secolo.
- XIII secolo, Castello di Barrugeri o di Birigirum di Aragona, ruderi.
- XIV secolo, Castello di Petra Bualis di Aragona, ruderi.
- 1299, Castello chiaramontano di Bivona, le prime fortificazioni sono attribuite a Ruggero II. Torre di Guardia o Turris Bibonae, Torre di Ponte Pisciato e Mura di Bivona.[2]
- XII secolo, Castello di Peralta di Burgio, costruzione edificata per opera del Gran Conte Ruggero su precedente fortificazione araba.
- 1088, Castello di Cristia o di Acristia o Gristia di Burgio.[3] Tutte le vicende sono legate all'emiro Al Qasim ibn-Hammùd che arresosi al Gran Conte Ruggero decide di abiurare la propria religione e consegnarsi al Re. Riceve il battesimo a Sciacca nell'anno 1088 da Gerlando primo vescovo di Girgenti e il nome di Ruggero dal padrino e dal nome della contea che riceve in dono dal vincitore e del quale era già stato signore, pertanto si chiamò Ruggero Burgio.
- ?, Castello delle Querce di Caltabellotta, in arabo Qal'at Al-Ballut, riedificazione normanna su preesistente impianto di fortilizio arabo. Castello di Sibilla di Medania in epoca normanna. Appartenuto alla famiglia Peralta in epoca aragonese, alla famiglia De Luna d'Aragona in epoca spagnola.[3]
  - ?, Castello di Triocala.[3]
  - ?, Fortezza di Misilicasimo.[3]
- XIV secolo, Castellazzo e Torre di Camastra, sebbene documentato nel feudo dei Chiaramonte è la sovrapposizione di vari insediamenti, alcuni resti sono riconducibili all'età paleolitica.[4]
- ?, Castello arabo - normanno di Cammarata.[5][2]
- 1086, Castello Bifar di Campobello di Licata, descritto dallo storiografo normanno Goffredo Malaterra, il terremoto del Val di Noto del 1693 lo ha raso al suolo.
- 1087, Castello Bonanno di Canicattì, costruzione edificata su preesistente fortezza araba ampliata, dall'aspetto di un vero e proprio castello con una torre.
- ?, Castello di Chabica di Casteltermini.
- XIV secolo, Castello di Motta Sant'Agata di Casteltermini.
- ?, Castello di Comiso o di Fontana Frigida di Casteltermini, non più esistente.
- 1091, Castello di Castronovo di Castronovo di Sicilia, fortilizio edificato dal Gran Conte Ruggero dopo la liberazione del 1077 e ampliato nel 1375 da Manfredi Chiaromonte, conte di Castronovo. Oggi costituisce l'edificio della chiesa della Santissima Trinità.[5]
- ?, Castello di Platano di Cattolica Eraclea, resti di torre sul monte della Giudecca. 
  - ?, Castellaccio di Cattolica Eraclea, resti di fortificazione documentati.[6]
- ?, Castello della Pietra di Calatasudemi di Comitini ruderi di costruzione normanna in località dal toponimo arabo.
- XI secolo, Castello normanno di Delia
- 1280, Castello chiaramontano di Favara edificato da Federico II.[7]
- ?, Castello di Grotte di Grotte, fortificazione documentata.[7][2]
- XIV secolo, Castello di Petra Jancasii di Joppolo Giancaxio ruderi.
- ?, Castello di Falconara o Castel Nuovo di Licata.[4]
- ?, Castello di Ecnomo e Castello di Fallari di Licata, documentati in stato di rovina.[4]
- XVII secolo, Castel Sant'Angelo o Vecchio o Forte Sant'Angelo di Licata. La struttura odierna sorge su un insediamento che vanta la sedimentazione documentata di oltre 24 secoli di storia. A completamento del sistema difensivo della città sono edificate in tempi successivi la Torre di Gaffe o Torre del Grugno, la Torre di San Nicola.
- 1239 - 1316, Castello di Burgimilluso o Torre di Borghetto di Menfi,[3] costruzione edificata per opera di Federico II sui ruderi di un fortilizio arabo, distrutto dal terremoto del Belice del 1968 e ricostruito nella sua volumetria. Il Castello di Bellumvider, il Castello di Bellumreparum e la Torre di Burgimilluso sono realizzati dall'Imperatore Federico II di Svevia a servizio della riserva venatoria di Birribaida.	 
  - XV secolo, Torre di Porto Palo di Porto Palo di Menfi.
- XII secolo, Castello chiaramontano di Naro, costruzione edificata su fortificazione preesistente alla conquista araba avvenuta nell'827, monumento nazionale dal 1912.[7]
- XII secolo, Reggia di Cocalo o Castellaccio di Naro edificato su fortificazione sicana.
- 1353, Castello chiaramontano di Palma di Montechiaro, costruzione edificata per opera di Federico III.[7][8]
- 1355, Torre del Caricatore o Torre Carlo V di Porto Empedocle.
- ?, Castello di Gibellini o Castelluccio di Racalmuto.[7][2]
- 1087, Castello arabo - normanno di Racalmuto, maniero normanno edificato su fortificazione del periodo arabo successivamente ripristinato da Federico d'Aragona.[7]
- ?, Palazzo Principe di Raffadali.
- ?, Fortezza di Bugami di Raffadali.[7][9][2]
- X secolo, Castello Saraceno di Monte Saraceno di Ravanusa, costruzioni rase al suolo nel 1086 dal Gran Conte Ruggero.
- XII secolo, Castello di Poggio Diana o di Misilcassim di Ribera, costruzione edificata dai normanni.
- ?, Fortino di Mazzallakkar di Sambuca di Sicilia.
- ?, Castello antico o Qasr Ibn Mankud o dell'Emiro Al-Zabut di Sambuca di Sicilia, a completamento del sistema difensivo la Torre Cellaro e Torre Pandolfina.[5][10]
- XII secolo, Castello di Muxaro di Sant'Angelo Muxaro, maniero normanno edificato su fortificazione del periodo arabo su preesistente rocca bizantina del 861.[2]
- ?, Castello chiaramontano di Monte Guastanella di Santa Elisabetta, ruderi di fortificazione araba del IX secolo già documentato nel IV secolo.
- ?, Castello di Misilindino o di Misirindino di Santa Margherita di Belice, la fortificazione prende il nome del condottiero arabo Muhammed-ibi-as-Sind, assenza di ruderi.[10]
- ?, Castello di Motta Santo Stefano di Santo Stefano Quisquina.
- 1380, castello Nuovo o dei Conti Luna di Sciacca.
- 1067, Castello Vecchio o dei Perollo di Sciacca.[11]
  - A completamento del sistema difensivo della città di Sciacca la Torre del Pardo, Torre di Capo San Marco o Torre del Tradimento, Torre di San Michele, Torre Macauda o Torre dell'Oro.
- XIII secolo, Castello chiaramontano di Siculiana fortilizio normanno edificato su fortificazione del periodo arabo riedificato da Federico Chiaramonte.[7]
- ?, Castello di Villafranca di Villafranca sicula, fortificazione documentata.[3]

### Caltanissetta e provincia
- 1362, Castello Falconara di Butera.[4]
- 1089, Castello di Muculufa di Butera edificato su fortificazione del periodo bizantino - arabo 854 in seguito riedificato.[12] Insieme al Castello di Falconara è concesso da Re Martino I di Sicilia al fedelissimo Ugone Santapau.
- IX secolo, Castello arabo - normanno di Calascibetta.[13][14]
  - 1079, Torre normanna di San Pietro, torre campanaria della chiesa di San Pietro.
- 1086, Castello di Pietrarossa di Caltanissetta edificato su precedente fortificazione araba.
- ?, Castello di Milocca di Campofranco, ruderi.
- XI secolo, Castellazzo di Delia o di Sabuci di Delia, riedificazione normanna su preesistente fortificazione araba.
- 1143, Castello svevo o Castelluccio di Gela.
- XIII secolo, Castello di Eraclea Terranova di Gela, artefice Federico II di Svevia.[4][15]
- 1285, Castelvecchio o "U Cannune" di Mazzarino.
- ?, Castello di Salamone o di Garsiliato o di Grassuliato di Mazzarino, ruderi.
- 1370, Castello chiaramontano o manfredonico di Mussomeli, edificato da Manfredi III Chiaramonte.
- ?, Castello Barresio di Pietraperzia, fortificazione documentata.[14]
- ?, Castello di Rasicudia di Resuttano.
- ?, Castello di Risigallo di Santa Caterina Villarmosa non più esistente.
- ?, Castello arabo - normanno di Sutera non più esistente.[5][16][2]

### Catania e provincia
- 1092, Castello arabo - normanno di Aci Castello, costruzione riedificata dal Gran Conte Ruggero e Roberto il Guiscardo su preesistente fortificazione araba. Il precedente insediamento bizantino era fondato su una fortificazione del periodo romano. Il sistema difensivo è progressivamente integrato dalla Torre dei Faraglioni e dalla Torre di Casalotto di Aci Catena.
- ?, Fortezza del Tocco e garitta di Santa Tecla di Acireale, edificate per le continue incursioni piratesche sulla Timpa di Santa Maria La Scala.
- 1072, Castello arabo - normanno di Adrano, costruzione sorta sulla primitiva Fortezza Salem edificata dagli arabi nel 950.[17] Il Castello è sede del Museo Archeologico Etneo. Su impronta medievale ma, di recente costruzione il castello della Solicchiata del 1875 nell'omonima contrada.
- XII secolo, Castello di Torremuzza di Bronte. La torre risale al periodo bizantino VI - VII secolo, fortificazione ampliata dai Normanni.
- XII secolo, Masseria fortificata Lombardo di Bronte. La costruzione risale al periodo Bizantino V - VI secolo e ampliata dai Normanni.
- 1139, Castello di Bolo di Bronte, la Torre di Guardia completa il sistema difensivo.[17]
- 1040, Castello di Nelson e Abbazia di Santa Maria di Maniace di Maniace di Bronte, fortificazione sorta su rovine d'epoca romana e poi bizantina, a difesa di una preesistente costruzione basiliana, per volere della Regina Margherita, per commemorare la battaglia vinta da Giorgio Maniace contro i Saraceni, primo abate Guglielmo di Blois. L'insediamento monumentale è oggi adibito a complesso museale.
- XI secolo, Castello arabo - normanno di Calatabiano, fortificazione araba su insediamento greco romano facente parte delle strutture d'avvistamento della Valle del fiume Alcantara a difesa della catena dei Peloritani e delle immediate falde dell'Etna.[18]
- XVII secolo, Castello di San Marco di Calatabiano. Il secondo, degno di menzione, costruzione in stile facente parte delle strutture d'avvistamento della Valle del fiume Alcantara a difesa della catena dei Peloritani e delle immediate falde dell'Etna.[19]
- ?, Castello di Bidio di Calatabiano.
- 1040, Castello dei Geni o dei Genovesi o delle Grotte o delle Giare sulla Rocca dei Cinghiali e Borgo di Caltagirone, descritto dal geografo arabo Edrisi, non più esistente.
- XIV secolo, Castello di Granieri di Caltagirone.
- XV secolo, Castello Noce di Caltagirone, è documentato solo a partire dal secolo indicato.
- ?, Castello arabo - normanno di Castel di Iudica, maniero d'epoca araba conquistato dal Gran Conte Ruggero nel 1076.[20]
- XII secolo, Castello di Lauria o Castello Grande o Castello del Leone,[18][19] Castelluccio e Torre Solecchia di Castiglione di Sicilia, roccaforte di Ruggiero di Lauria.
- XIII secolo, Torre del Cannizzo di Castiglione di Sicilia.
- XIII secolo, Castello Ursino di Catania, maniero edificato da Federico II di Svevia, durante i Vespri Siciliani sede del Parlamento siciliano. Oggi Museo Civico delle raccolte dei Principi Biscari e dei Benedettini.
- 1076, Rocca di Judica di Castel di Iudica, ricostruzione su un preesistente fortilizio arabo.
- ?, Castello degli Schiavi di Fiumefreddo di Sicilia.
- XIV secolo, Castello di Occhiolà di Grammichele, contrada Occhiolà edificato su insediamento greco - romano.
- XII secolo, Castello Santapau di Licodia Eubea, costruzione riedificata su preesistente fortificazione araba. Diroccata in seguito al Terremoto del Val di Noto del 1693.[21]
- 1448, Castello degli Schiavi di Limina, riedificazione su precedente fortificazione.
- XIII secolo, Castello Maletta di Maletto, ruderi. Edificato da Manfredi Maletta parente indiretto di Federico II di Svevia.
- XII secolo, Castello di Cesarò di Maletto.
- XIV secolo, Castello di Valcorrente e Torre del Fano di Maletto.
- XIII secolo, Castello e Torre Gullo di Mascali, quest'ultima torre d'avvistamento distrutta dall'eruzione dell'Etna del 1928.[22]
- ?, Fortezza del Grifo di Mascalucia.
- XI secolo, Castello Barresi Branciforte di Militello in Val di Catania, costruzione edificata da Alaimo da Lentini.[21]
- 1200 c., Castello di Serravalle di Mineo.
- XII secolo, Castello di Catalfaro o Rocca del Topo di Mineo, ruderi. Costruzione riedificata su preesistente fortificazione araba.
- XII secolo, Castello di Mongialino o Castello di Monte Alfone di Mineo, citato dal geografo arabo Idrisi su un'area civilizzata dall'età del bronzo del XII secolo a.C..[23]
- XIII secolo, Castello Ducezio di Mineo, ruderi.
- ?, Castello arabo - normanno di Mirabella Imbaccari.
- 1070 - 1074, Torre di Motta o Dongione di Motta Sant'Anastasia, costruzione edificata per volontà del Gran Conte Ruggero.[24]
- ?, Castello di Paliconia di Palagonia, fortificazione documentata.[23]
- 1072, Castello arabo - normanno di Paternò edificato dal Gran Conte Ruggero riedificato su preesistente fortificazione araba.[13]
- XII secolo, Castello di Poira in territorio di Paternò, ruderi di maniero medievale sorto presso una necropoli ellenistica.
- XIV secolo, Torre dei Falconieri o Torre dell'Itria di Paternò, edificio in stile arabo - normanno.
- XII secolo, Castello svevo di Randazzo, costruzione oggi sede del Museo civico archeologico Paolo Vagliasindi.
- ?, Castello Romeo e Torre dell'Acquafredda di Randazzo.
- XIV secolo, Torre Archirafi di Riposto.
- ?, Castello di Inessa di Santa Maria di Licodia, fortificazione documentata.[20]
  - ?, Torre di Calafato di Santa Maria di Licodia.
- 1105, Castello arabo - normanno di Vizzini.[25]
- XV secolo, Castello Camemi di Vizzini.

### Enna e provincia

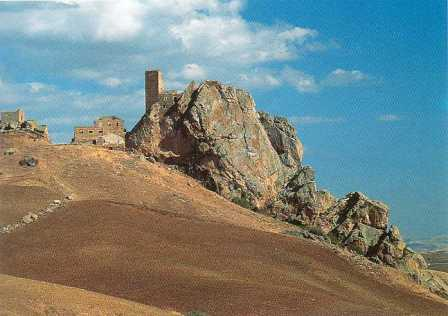
Castello di Pietratagliata.

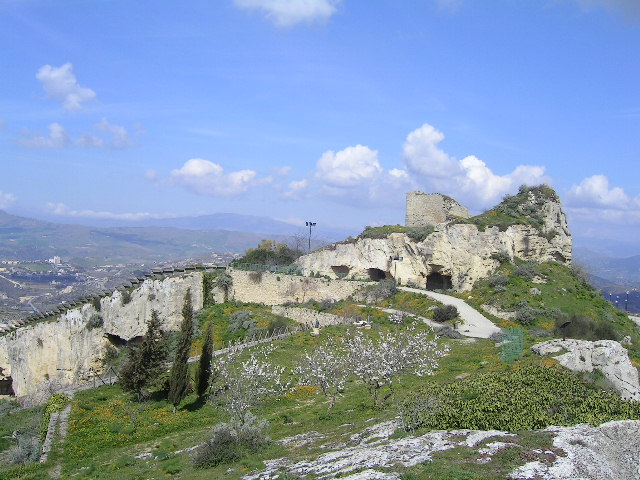
Castello dei Valguarnera, Assoro.

- XIV secolo, Fortilizio di Zeno di Agira, costruzione documentata e non localizzabile.
- XI secolo, Castello saraceno o di San Filippo d'Argirò di Agira. Nel 1094 è documentato un castello di epoca islamica assieme alla chiesa e monastero di San Filippo Siriaco già documentato in epoca bizantina. Sulla sommità è presente la chiesa di San Filippo Siriaco originariamente dedicata a San Pietro in Vincoli.[20]
- XIV secolo, Castello di Pietratagliata o di Gresti di Aidone, ruderi.
- XI secolo, Castellaccio di Aidone, ruderi. Edificato su preesistente fortificazione saracena. Dimora preferita di Bianca di Navarra.
- X secolo, Castello dei Valguarnera di Assoro, riedificato su preesistente fortificazione bizantina espugnata nel 939 e trasformato in fortilizio saraceno.[13]
- XII secolo, Castello di Convicino di Barrafranca, non più esistente ma, documentato in epoca normanna.
- 1062, Torre castellare normanna o castello sulla vetta o castello Marco di Calascibetta. Edificato su preesistente fortificazione saracena dal Gran Conte Ruggero assieme alla prima cinta muraria del borgo durante l'assedio di Castrogiovanni.
- XII secolo, Castello di Corradino di Centuripe. Mausoleo romano risalente al II secolo d.C. riadattato in epoca medievale.
- 1061, Castello di Carcaci della località Borgo Carcaci di Centuripe.[20]
- 1063, Castello arabo - normanno di Cerami, ruderi.
- 1132, Castello di Lombardia di Enna. Riedificato e potenziato dal Gran Conte Ruggero e Ruggero II di Sicilia inglobando l'antica fortezza sicana Rocca di Cerere, già utilizzato come fortilizio e avamposto Arabo.[13]
- XII secolo, Porta di Janniscuru di Enna.
- XIII secolo, Torre di Federico II, torri superstiti e castello Vecchio di Enna.
- XI secolo, Castello federiciano di Gagliano Castelferrato dimora preferita di Federico II di Svevia.
- XII secolo, Castello Bozzetta o di Guzzetta della località Bozzetta di Leonforte, sovrapposizione di fortificazioni bizantine, arabe e normanne.
- XII secolo, Castello di Tavi o Castiddazzu di Leonforte, ruderi. Edificato in età bizantina e poi rifortificato dagli arabi, ricostruito dal Gran Conte Ruggero.
- 1065, Castello arabo - normanno e Torre di Bonalbergo di Nicosia, ruderi di fortificazioni ravvicinate d'origini saracene. Ricostruzioni del Gran Conte Ruggero note come Castrum Magnum e Castrum Parvum.[26]
- XII secolo, Torre rurale di Nissoria, edificazione di struttura normanna su preesistente fortilizio bizantino.
- XII secolo, Castrum Palici o di Santa Barbara della località Montagna di Marzo di Piazza Armerina.
- XIII secolo, Castello aragonese Spinelli di Piazza Armerina. Castello di Piazza Vecchia e Piano Marino presso Piazza Armerina.
- XII secolo, Torre della Gatta della località Gatta di Piazza Armerina, resti di un casale, chiesa primitiva e fortificazione del XII - XIII secolo.
- 1065, Castello di Anaor o di Anator di Piazza Armerina.
- 1060, Castello Barresi di Pietraperzia, ruderi. Territori donati dal Gran Conte Ruggero a Abbo Barresi per i contributi prestati per la riconquista dell'isola.
- ?, Castello saraceno di Regalbuto.[27]
- 1000, Castello di Sperlinga e Borgo rupestre di Sperlinga, fortificazioni risalenti al periodo anteriore ai Siculi pre-greci XII - VIII secolo a.C., in parte costruito sulla stessa roccia.
- 1061, Castello di Ruggero di Troina, primo dei castelli della Sicilia sottratto ai musulmani dal Gran Conte Ruggero scelto come avamposto per la conquista dell'intera isola, riedificazione di costruzione su preesistente impianto risalente al VI secolo a.C..
- ?, Castello arabo - normanno di Valguarnera Caropepe. Sorto su insediamento greco - romano e distrutto dal terremoto del Val di Noto del 1693.
- XIV secolo, Castellazzo degli Uberti della località Rossomanno di Valguarnera Caropepe. Torre d'avvistamento sorta su un'area con stratificazioni spazianti dal VII secolo a.C. all'età medioevale.

### Messina e provincia

#### Versante ionico
- XI secolo, Palazzo Reale di Messina. Riedificazione di primitiva fortificazione operata dal Gran Conte Ruggero. Regia dimora con Federico II di Svevia ospita Pier della Vigna, Guido delle Colonne, Ciullo d'Alcamo. Ristrutturato da Federico III di Sicilia. La dimora regale è ulteriormente ampliata sotto il regno di Filippo II di Spagna per opera di Andrea Calamech.[28] Costruzione altrimenti nota come Fortezza di Castellammare, fortilizio documentato nei pressi della chiesa della Santissima Annunziata dei Catalani.[29]
- XI secolo, Castello Matagrifone o Roccaguelfonia di Messina, acropoli e fortezza in epoca bizantino - araba corrispondente all'attuale area del Sacrario di Cristo Re. Ospita Riccardo Cuor di Leone, fratello di Giovanna Plantageneta, a sua volta moglie di Guglielmo II di Sicilia, di passaggio a Messina per la terza crociata, il prigioniero Carlo d'Angiò. La dimora regale è ulteriormente ampliata sotto il regno di Ferdinando il Cattolico e Carlo V.[30]
- 1086, Forte del Santissimo Salvatore e monastero del Santissimo Salvatore dell'Ordine basiliano di Messina, fortificazioni edificate per volontà del Gran Conte Ruggero in seguito all'uccisione di una intera guarnigione di soldati. L'area costituiva un antico insediamento greco - romano risalente all'VIII secolo a.C.[31][32]
- X secolo, Castello arabo - normanno di Santo Stefano Medio frazione di Messina, costruzione d'origine bizantina - araba fondata dal visconte greco Calonerò.
- 1361 ante, Castello svevo Urso - Vinciguerra di Giampilieri. Fortilizio identificabile con parte delle strutture dell'attuale monastero di San Placido Calonerò.

- XII secolo, Castello Rufo Ruffo di Scaletta Zanclea, fortificazione normanna legata alle vicende di Macalda di Scaletta, oggi Museo etno - antropologico.[33][34] Alla fortezza è collegato il sistema difensivo di Torre Nova, Torre della Scaletta e la Batteria di San Placido.
- ?, Castello di Alì di Alì Terme, fortificazione documentata.[33][34]
- XI secolo, Castello Belvedere di Fiumedinisi, edificato dagli arabi nel IX secolo sulle rovine di un antico tempio greco dedicato a Dionisio. Nel 1197 la Valle del Nisi (Castel di Nisa)[35] è teatro della morte dell'imperatore Enrico VI Hohenstaufen padre di Federico II.[34]
- ?, Castello D'Alcontres di Nizza di Sicilia.
- XII secolo, Torre Sollima (o Ficara) di Roccalumera.
- ?, Torre saracena Sollima e piccole fortificazioni di Locadi, Pagliara, Guidomandri a difesa dell'insediamento di Mandanici.[36]
- XII secolo, Castello di Pentefur di Savoca, maniero edificato su un preesistente fortilizio e avamposto arabo in un insediamento dell'epoca tardo - romana o bizantina.[35][34]
- 1117, Castello d'Argeno e Torre di Guardia di Sant'Alessio Siculo, fortificazioni volute per opera del Gran Conte Ruggero, riedificazioni su un preesistente fortilizio e avamposto arabo.[37][34]
- XI secolo, Castello d'Agrò di Forza d'Agrò, costruzione edificata dal Gran Conte Ruggero su un preesistente fortilizio e avamposto arabo già civilizzato in età preistorica e in epoche successive: periodo greco, ellenistico e romano.[34]
- ?, Torre dei Saraceni, Torre del Baglio, Torre di Catalmo, Torre Avarna, Torre Varata, sistema difensivo della Riviera di Santa Teresa di Riva a protezione del Castello di Pentefur.
- XII secolo, Rocca Castello di Antillo, presso l'insediamento preistorico una fortezza rupestre con origini dell'epoca bizantina e in seguito riedificata durante le dominazioni araba e normanna.
- ?, Castellaccio presso Monte Castellaccio di Gallodoro.[34]
  - ?, Castello di Mongiuffi di Mongiuffi Melia, fortificazione documentata.[37][34]
- XIII secolo, Castello di Schisò di Giardini Naxos.[19]
  - X secolo, Castello di Monte Tauro di Taormina, edificio ricostruito su precedenti fortificazioni arabe.[38]
    - 1078, Castello di Mola di Castelmola, le poderose mura normanne poggiano su una preesistente fortificazione romana.[19][39]
      - XII secolo, Castello di Francavilla di Francavilla di Sicilia, del maniero sono giunti solo i ruderi, protetto e difeso dai castelli di Castiglione di Sicilia, Motta Camastra, di la Mocta di la Placa, del Forte della Placa cioè la stessa Abbazia col suo presidio militare, edificati per opera del Gran Conte Ruggero.[18][19]
      - 1080, Castello di Mocta di la Placa di Francavilla di Sicilia, del maniero sono giunti solo i ruderi assieme Abbazia di San Salvatore della Placa.[19]
        - XII secolo, Castello normanno di Motta Camastra.[18][19]
          - XII secolo, Castello di Roccella di Roccella Valdemone, sulle Rocche già presidio Romano e Arabo. I Normanni consolidano un castello passato nel 1296 da Federico III d'Aragona a Damiano Spadafora col titolo di baronia e in seguito di marchesato. Dell'antico castello baronale, costruito su un promontorio di fronte alla Rocca Grande oggi non esiste più nulla.[40]

#### Versante tirrenico

##### Tirreno - Peloritani
- XIV secolo, Castello di Bauso di Villafranca Tirrena, costruzione edificata su preesistente fortificazione araba. 
  - XV secolo, Castello di Calvaruso di Villafranca Tirrena.
- VIII, Fortezza bizantina di Saponara, ruderi d'epoca bizantina.
- XII secolo, Castello Samonà di Spadafora, la struttura attuale rispecchia i canoni dell'architettura del XV secolo, avamposto del Castello di Venetico. Baronia in epoca normanna, risente dei fasti fenici, greci, romani, bizantini e arabi.
- 1061, Palatium normanno di Rometta, palazzo edificato dal Gran Conte Ruggero e da Roberto il Guiscardo su preesistente fortificazione bizantina - araba del 965.
- XIII secolo, Castello arabo - normanno di Venetico. Fortificazione arabo - normanna gravemente danneggiata dal Terremoto di Messina del 1908.
- XV secolo, Castello di Mortellito di Venetico.
- ?, Torre Valdina di Valdina, in epoca pre - romana l'attuale Chiesa di San Pancrazio costituiva la torre di avvistamento a difesa degli insediamenti interni.
- ?, Castello arabo - normanno di Roccavaldina.
- 1061, Castello arabo - normanno di Monforte San Giorgio, edificio costruito a difesa delle incursioni arabe, completato e potenziato dal Gran Conte Ruggero, resti.
- X secolo, Castello di Mile e Cittadella fortificata di Milazzo, costruzioni edificate su un preesistente fortilizio e avamposto bizantino - arabo sorto su insediamento e necropoli del neolitico.[41] Stratificazioni normanno - svevo - aragonese - spagnole. Sede del Parlamento siciliano, monumento nazionale, odierno polo monumentale e museale.[42]
- XI secolo, Castello federiciano di Santa Lucia del Mela, costruzione edificata dal Gran Conte Ruggero su un preesistente fortilizio arabo dell'837 - 851. Il Castello sovrasta una delle quattro Cattedrali della provincia di Messina edificate espressamente per volontà del Gran Conte Ruggero.[43]
- XII secolo. Castello e Cittadella fortificata di Lipari, costruzioni sorte su insediamento e necropoli del neolitico. La Cittadella ingloba una delle quattro Cattedrali della provincia di Messina edificate espressamente per volontà del Gran Conte Ruggero.
- XIII secolo, Torre Sipio nell'odierna Barcellona Pozzo di Gotto, edificata sotto il regno di Federico II di Svevia. Completano in epoche successive la Torre Cantone del XVI secolo, la Torre Cappa del XVII secolo, la Torre Gurafi del periodo arabo, la Torre Nasari del XV secolo, la Torre Longa del XVIII secolo, la Torre Mollica del XVII secolo, la Torre Sottile, sistema di torri d'avvistamento a difesa del Castello di Castroreale, del Castello di Protonotaro e degli insediamenti interni. 
  - XIII secolo, Castello federiciano di Castroreale, Federico III d'Aragona dispone la ricostruzione e il potenziamento di una preesistente fortificazione arabo - normanna già rimaneggiata da Federico II di Svevia e Federico III di Sicilia.[42][43]
  - XIII secolo, Castello federiciano di Protonotaro.
- 1038 - 1043, Fortezza Belvedere resti di fortificazione araba, in seguito adibita a carcere del Castello di Oliveri.
- XII secolo, Castello Labiri o Liviri o Liveri di Oliveri, costruzione edificata per opera del Gran Conte Ruggero, menzionato dal viaggiatore arabo Edrisi al servizio di Ruggero II di Sicilia.
- XII secolo, Fortificazione Tindaro di Tindari, costruzione documentata e menzionata dal viaggiatore arabo Edrisi. 
  - XII secolo, Torre del Kaid di Rodì Milici.
  - XII secolo, Cupola rosata di Rodì Milici.
  - XIV secolo, Castello federiciano di Furnari, Antonio Furnari ottiene da Federico II in cambio di servizi a lui prestati, il titolo di barone di un territorio, Biagio Furnari edifica il maniero, sull'area e col materiale dell'antica dimora oggi sorge la Chiesa Madre di Santa Croce e i resti della Torre Pagana di Furnari.[42][44]
  - ?, Castellaccio di Mazzarrà Sant'Andrea, avamposto avanzato della fortezza di Tripi, Novara di Sicilia e Montalbano, nel 1090 - 1250 i frati basiliani hanno in concessione il feudo attorno al Castellaccio.
    - ?, Castello arabo - normanno di Tripi.[42][44]
    - 1061 - 1072, Castello arabo - normanno di Novara di Sicilia, costruzione normanna su preesistente insediamento arabo del IX secolo.
    - 1210, Castello federiciano di Montalbano Elicona, palazzo edificato e fortificato dall'Imperatore Federico II di Svevia su preesistenti costruzioni bizantine ed arabe, raso al suolo nel 1233 in seguito di una rivolta popolare, ricostruito tra il 1302 e 1308 dal re Federico III di Sicilia.[44]
    - ?, Castello normanno interrato di Monte Castellazzo presso Polverello.[44]
- XII secolo, Castello di Adelasia di Patti, della primitiva fortificazione araba costruita su una necropoli del neolitico, identificabile nel periodo normanno come con la ricostruzione avvenuta per opera di Adelasia del Vasto terza moglie del gran conte Ruggero madre di Simone d'Altavilla e del Re Ruggero II di Sicilia. Sull'area delimitata dai ruderi e col materiale parzialmente riutilizzato, oggi sorge cattedrale di San Bartolomeo di Patti, una delle quattro della provincia di Messina edificate espressamente per volontà del Gran Conte Ruggero.[45]
  - 1100, Castello Brichinnai di Librizzi, sui ruderi è stato costruito il Duomo di Santa Maria Assunta.[46]
  - ?, Castello arabo - normanno di San Piero Patti.[46]
- 1062, Castello Vinciguerra di Gioiosa Guardia, fortificazione dell'antico nucleo di Gioiosa Marea devastato dal Terremoto del Val di Noto del 1693 e successivamente dal Terremoto della Calabria meridionale del 1783, attualmente in stato di secolare abbandono. Vinciguerra d'Aragona costruisce la Torre Vinciguerra. Torre Zappardini nell'omonima contrada.[46]
- X secolo, Castello arabo - normanno di Piraino, costruzione riedificata su un preesistente fortilizio e avamposto arabo del 967. La Torre Saracena e la Torre delle Ciavole di Gliaca di Piraino completano le strutture d'avvistamento e di difesa.[45]
- 1094, Castello dei Lancia di Brolo, palazzo riedificato dal Gran Conte Ruggero su un preesistente fortilizio e avamposto arabo in una necropoli del neolitico, oggi sede del Museo delle Fortificazioni Costiere della Sicilia.[47][45]
  - XI secolo, Castello e Torre di Piano Croce di Sant'Angelo di Brolo. L'Abbazia di San Michele Arcangelo e il sistema difensivo edificati per volontà del Gran Conte Ruggero.
- ?, Castel Piliano ubicato sulle alture di Capo Calavà, fortificazione documentata.[47][45]

##### Tirreno - Nebrodi
- XI secolo, Castello arabo - normanno di Naso. Costituiva la linea difensiva ai castelli e agli insediamenti di Ficarra, Sinagra, Raccuja e Ucria, facente parte delle strutture d'avvistamento della Valle del fiume Naso a difesa della catena dei Nebrodi.[48]
  - XI secolo, Castello di Focerò fra Naso e Fitalia, ruderi.[49]
  - XI secolo, Castello di Fitalia di San Salvatore di Fitalia.[49][50]
  - 1082, Fortezza saracena di Ficarra, censita sotto il regno di Ruggero II di Sicilia nel 1198, riedificata su preesistente roccaforte bizantino - araba del IX – XI secolo e totalmente rimaneggiata nel XVI secolo.[48]
  - XI secolo, Castello Martini di Sinagra.[48]
  - XI secolo, Castello Branciforti di Raccuja, costruzione sorta su antico insediamento romano del II - I secolo a.C., bizantino e islamico ad opera del conte Ruggero I d'Altavilla, possente costruzione di difesa. La costruzione normanna è coeva all'Abbazia e Monastero di San Nicola Elafico.[48]
  - XI secolo, Castello arabo - normanno di Ucria. Ultimo baluardo della linea difensiva dei castelli di Naso, Ficarra, Sinagra, e Raccuja con la provincia di Catania.[48]
- XIII secolo, Castello d'Orlando di Capo d'Orlando, ruderi, la fortificazione è rasa al suolo da terremoti e frane. Torre del Trappeto e Castello Bastione.[48]
  - XI secolo, Castello Sollima e Torre di Castell'Umberto, costruzione d'epoca bizantina.
- XIV secolo, Castello Bastione o Torre del Trappeto di Capo d'Orlando.
- XI secolo, Torre Capri di Capri Leone, documentata.[50]
  - 1081, Castello saraceno - normanno di Galati Mamertino, ruderi di castello d'origine saracena.[49][50]
  - XII secolo, Castello arabo - normanno di Tortorici.[49][50]
- 901, Castello di Pietra di Roma di Torrenova, costruzione edificata su preesistente fortificazione araba. Sistema d'avvistamento e difensivo costituito dalle torri Torre Cuffari, Torre Marco, Torre Gatto o Torre Nova.[47]
  - XI secolo, Castello di Belmonte di Frazzanò.[50]
  - XI secolo, Castello di Militello Valdemone di Militello Rosmarino.
  - 1092, Castello di Milè e Castello di Longi, riedificazioni in epoca normanna di fortificazioni risalenti all'VIII secolo. Chiesa della grangia di San Pietro di Mueli.
  - X secolo, Fortezza bizantina "Santa Maria" di Longi, altrimenti nota come «Tò aghìas Marìas kàstron».
  - XII secolo, Castello arabo - normanno di San Marco d'Alunzio, reperti archeologici e ruderi d'insediamenti del periodo greco, romano, bizantino, arabo, normanno, aragonese. Ricostruzione normanna operata da Roberto il Guiscardo.[47][51][50]
  - 1096, Castel Turio o Castel Turiano di Alcara li Fusi, fortificazione bizantino - araba in insediamento greco - romano.[50]
- XIII secolo, Castello dei Principi Gallego. Torre della Marina e Fortino di Sant'Agata di Militello, costruzione riassemblata nella seconda metà del XVI secolo.[50]
  - XI secolo, Castello di San Filadelfio di San Fratello, costruzione edificata per opera del Gran Conte Ruggero.[52][50]
  - XIII secolo, Castello Colonna - Romano di Cesarò, resti.
  - XI secolo, Fortificazione di Cesarò di Cesarò, costruzione preesistente in epoca bizantina e araba, resti.
  - XI secolo, Castello di Bolo o Torremuzza di Cesarò, costruzione preesistente in epoca araba, resti.
- 1405, Castello Cupane o delle Acque Dolci o Castello Vecchio di Acquedolci.
  - ?, Castello di Apollonia ubicato sulla sommità di Monte Vecchio, fortificazione documentata.[20]
- XVI secolo, Castello San Giorgio o Castello Nuovo di Acquedolci.
- XII secolo, Castello arabo - normanno di Caronia, costruzione edificata su antico insediamento greco - romano. Tutto il comprensorio rivierasco, antico insediamento romano, vanta la presenza di numerose torri d'avvistamento attribuibili alle dominazioni bizantine - arabe. 
  - XIV secolo, Castello Spatafora di Capizzi, ruderi.[53][50]
- XI secolo, Castelluccio di Serravalle di Santo Stefano di Camastra, ruderi di fortificazione in seguito a movimento franoso.[54][53][50]
- ?, Castello di Rigittano di Reitano, fortificazione documentata.[53]
  - 1070, Castello arabo - normanno di Mistretta, costruzione riedificata su struttura araba dell'827 e precedente insediamento bizantino ubicato nel punto più alto della città, ulteriormente ampliato nel 1101 dal Gran Conte Ruggero che dona Mistretta con le sue chiese, splendori e tutto il suo territorio al fratello Roberto il Guiscardo Abate del Abbazia della Santissima Trinità dell'Ordine benedettino di Mileto Calabro.[53]
- XII secolo, Castello e Torre di Torremuzza di Motta d'Affermo, fortificazioni facenti parte delle strutture d'avvistamento della Valle del fiume Tusa a difesa della catena dei Nebrodi.[53]
  - XIII secolo, Castello svevo manfredonico di Pettineo.[53]
  - XIII secolo, Castello di Migaido o Torre Migaydo nel territorio comunale di Pettineo lungo la Valle del Fiume Tusa.
  - XI secolo, Castelluzzo sulla Rocca di Castel di Lucio di epoca normanna sorto su preesistente fortificazione araba.
- XIII secolo, Castello di San Giorgio di Marina di Castel di Tusa del feudo dei Ventimiglia.
- XI secolo, Castello arabo - normanno o "Qalat al Qawàrib" di Tusa.[54][55][50]

### Palermo e provincia
- XIV secolo, Castello di San Michele in Campogrosso di Altavilla Milicia, edificio documentato.
- XI secolo, Castello normanno di Altofonte, Palazzo e parco utilizzati come castello di caccia estivo edificati dal Gran Conte Ruggero. Trasformato nel 1307 da Federico III d'Aragona in monastero di Santa Maria d'Altofonte dell'Ordine cistercense,[56] nel 1633 nel duomo di Santa Maria d'Altofonte per opera dell'abate cardinale Scipione Caffarelli-Borghese.
- 1272, Castello di Battellaro o Battalari o di Patellaro di Bisacquino.[3][10]
- 1160, Castello Bonello di Caccamo, di pregevole fattura il Salone della Congiura legato alla figura di Matteo Bonello.
- IX secolo, Castello di Terravecchia di Caltavuturo. Costruito su una precedente costruzione araba. Pochi ruderi visibili sulla rocca sovrastante il paese.[57]
- ?, Castello di Roccella di Campofelice di Roccella.
- ?, Castello di Batticani o del Conte Ranieri di Campofiorito.
- XI secolo, Castello La Grua Talamanca di Carini. Costruito da Rodolfo Bonello guerriero al seguito del Gran Conte Ruggero, edificato su una precedente costruzione araba.[58]
  - ?, Castello di Iccari, fortificazione documentata.[58]
- 1316, Castello dei Ventimiglia o Ypsigro di Castelbuono. Sebbene la proprietà sia documentata solo dall'inizio del XIV secolo il volume a cubo richiama lo stile arabo, le torri angolari quadrate lo stile normanno, la torre rotonda si rifà invece alle costruzioni militari sveve. Il maniero è sede del Museo civico di Castelbuono.
- 1091, Castello normanno di Castronovo di Sicilia, edificato dal Gran Conte Ruggero dopo la liberazione della cittadina nel 1077 e ampliato nel 1375 da Manfredi Chiaramonte, conte di Castronovo. Oggi costituisce l'edificio del duomo della Santissima Trinità.[2]
- XIII secolo, Castello di Colobria di Castronovo di Sicilia, edificato su insediamento del VII – V secolo a.C.
- 1329, Castello chiaramontano di Cefalà Diana. Sovrapposizioni di costruzioni d'epoca bizantina, araba, normanna, all'inizio del XIV secolo è documentato come sistema difensivo di proprietà dei Chiaramonte.[59]
- XI secolo, Rocca e Castello di Cefalù, conquistato dal Gran Conte Ruggero nel 1063. La "formidabile" costruzione passa a Federico II di Svevia e in seguito al ramo siculo della famiglia ligure dei Ventimiglia.[60]
- XIII secolo, Castello di Bonvicino di Cefalù.
- XIII secolo, Castello di Chiusa di Chiusa Sclafani.[3]
- XIII secolo, Castello e Castrum Novum di Ciminna. Il primo castello costituisce l'edificio della ex abbazia benedettina di Santa Maria di Montecristo e nelle adiacenze, è documentato nel 1349 il "Castrum Novum".
- XII secolo, Castello normanno di Collesano. Edificato per volontà di Adelasia del Vasto. Semidistrutto dal terremoto del Val di Noto del 1693 e carcere cittadino fino al 1819. Versa in stato di completo abbandono.
- XII secolo, Torre medievale di Collesano. Campanile della basilica di San Pietro.
- XIII secolo, Castello di Calatamauro di Contessa Entellina.[61]
- XIII secolo, Castello Sottano e Torre saracena del Castello Soprano di Corleone. I ruderi del Castello Sottano sono inglobati nell'Eremo Francescano dei Frati Minori Rinnovati. Il "Borgo" con le sue torri e le otto porte Porta grande della Bucceria, Porta di Fabio, Porta Soprana, Porta di Groppu, Porta dell’Avvocata, Porta dello Steri, Porta di Persico, Porta di Torre, Porta Rubea o Porta Sottana restano solo i toponimi.[10]
- XIII secolo, Castello della Montagna Vecchia Chiusa di Corleone.
- XIV secolo, Castello di Calatabusammara di Corleone.
- ?, Castello di Entella di Entella, ruderi di fortificazione.[61]
- ?, Torre altomedievale di Ficarazzi. Impianto del V secolo attorno al quale è sorto nel XVI secolo il Castello Giardina con aggiunte in epoche successive.
- X secolo, Castello di Regiovanni (dall'arabo Rejalioanne) di Gangi.[62]
- XIII secolo, Castello dei Ventimiglia di Gangi.[62]
- XIII - XIV secolo, Torre dei Ventimiglia di Gangi.
- XII secolo, Castello arabo - normanno di Geraci Siculo. Primitiva costruzione d'epoca bizantina rimaneggiata dagli arabi, ampliata e fortificata in epoca normanna in baluardo militare e affidata dal Gran Conte Ruggero al nipote Riccardo Serlo II d'Altavilla.
- ?, Castello Sant'Angelo Bonvicino di Gibilmanna.
- XII secolo, Castello normanno di Giuliana, fortificazione normanna su preesistente fortilizio arabo. Ospita il Museo delle pietre dure.[3]
- XI secolo, Castello di Gratteri o Rocca di San Vito di Gratteri. Castello normanno costruito su preesistente presidio arabo e in precedenza bizantino dell'VIII secolo. Ingloba la costruzione del duomo antico di San Michele Arcangelo o "Matrice" Vecchia, i ruderi del castello furono totalmente demoliti e il materiale reimpiegato per la costruzione la "Matrice Nuova".
- XII secolo, Castello normanno di Isnello, ruderi. Fortificazione del periodo bizantino e arabo, ricostruita nella prima metà del XII secolo.
- XIII secolo, Castello Beccadelli Bologni di Marineo.

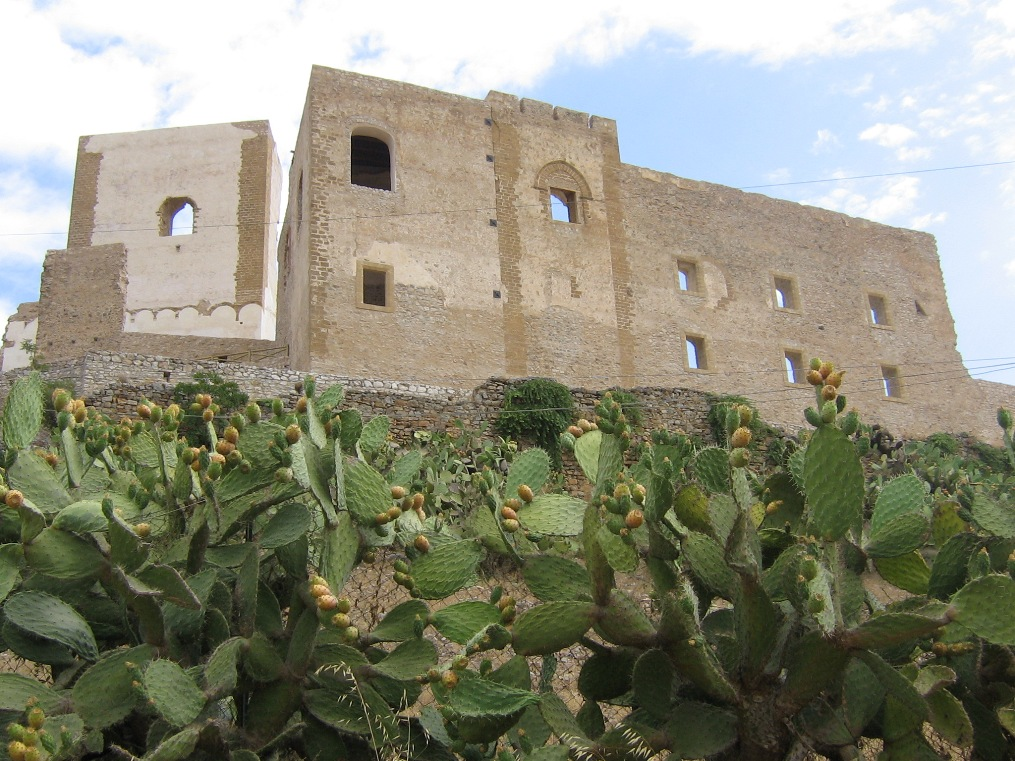
Castello dell'Emiro di Misilmeri.

- 1068, Castello dell'Emiro di Misilmeri sorto su insediamento agricolo arabo e fortificato dal Gran Conte Ruggero.[2]
- XII secolo, Castellaccio normanno di Mondello. Costruzione su preesistente fortificazione araba voluta da Guglielmo II di Sicilia costituente il complesso monastico unitamente al Duomo di Monreale. Destinato a baluardo d'avvistamento delle navi dei pirati saraceni.
- 1061 - 1072, Castellaccio di Monreale o Castello di San Benedetto di Monreale, monastero - fortezza militare edificata da Guglielmo II di Sicilia.[63]
- 1230, Castello federiciano (Castel de' Greci) di Palazzo Adriano, ruderi di fortificazione borbonica sorta attorno a costruzione federiciana.[3]
- IX secolo, Castello di Yahya di Palermo documentato in epoca araba.
- IX secolo, Castello a Mare di Palermo.[64]
- XI secolo, Castello di Maredolce e Cappella Palatina dei Santi Filippo e Giacomo o Palazzo della Favara di Palermo. Costruzione adattata a residenza dal Gran Conte Ruggero.
- ?, Castello Utveggio di Palermo degno di menzione perché ricalcante lo stile tardo normanno, per grandezza e spettacolare posizione ma, edificato nel XIX secolo e il Castello del Principe d'Aci (1797).
- IX secolo, Palazzo dei Normanni di Palermo, notevole complesso comprendente la Cappella Palatina, la più antica residenza reale d'Europa, sede dell'Assemblea regionale siciliana edificato sui primi insediamenti punici. Degno di menzione il complesso di Torri d'avvistamento a difesa della città di Palermo sorto in epoche successive in seguito ai numerosi assalti di pirati. 	 
  - Torre Alba di Cala Rossa di Terrasini della fine del XVI secolo e la Torre Capo Rama di Capo Rama del 1405. La torre di Capo Rama fa parte delle 11 torri d'avvistamento controllate dal Senato della Città di Palermo, rappresenta quella posta più a occidente. La Torre Toledo o Torre di Paternella di Paternella del XVI secolo.
  - La Torre dell'Orso della Tonnara dell'Ursa di Cinisi del 1344, la Torre Mulinazzo del 1552, la Torre Pozzillo del 1625 circa.
  - La Torre Muzza o Torrazzo o Torre Ulisse di Piraineto, Carini fine XVI secolo.
  - La Torre Amari o Dammuso di Gallo di Mondello, la Torre del Fico d'India, la Torre della Tonnara.
  - Il Castello Ventimiglia e Torre del Marchese di Pollina del XV secolo.
  - Il Castello San Nicola di San Nicola l'Arena, Trabia fine del XV secolo.
  - La Torre Sant'Elia o Torre del Lanzatore di Sant'Elia, Santa Flavia inizio del XVI secolo.
  - La Torre di Mare o Torre di Fuori del XV secolo di Isola delle Femmine isola e Torre di Terra o Torre di Dentro della fine del XVI secolo di Isola delle Femmine città.
- 1093, Castello di Monte Cesarò di Partinico, ruderi. Costruzione normanna su fortificazione araba di fine millennio.[65]
- XV secolo, Castello di Trappeto di Partinico, ruderi.
- 1062 Castello di Bilici di Petralia Sottana, ricostruito dal Gran Conte Ruggero. Feudo di Bilichi o Belici o Bilitto.[66]
  - 1066 Castello normanno di Petralia Soprana. Documentato sull'area dell'attuale chiesa di Santa Maria di Loreto.[66]
- XI secolo, Castello Ventimiglia di Polizzi Generosa. Rocca e castello d'epoca bizantina fortificati dal Gran Conte Ruggero e dalla nipote, contessa Adelasia, Signora di Polizzi.
- 1201, Castello svevo e Torre di Maurolico di Pollina, edificato da Federico II di Svevia.[54]
- 745, Castello bizantino - arabo - chiaramontano di Prizzi, edificio d'epoca bizantina edificato da Costantino V il Copronimo. Integrato con torri in epoca araba. Ricostruzione normanna operata da Matteo Bonello.
- 1150, Castello della Margana di Prizzi, edificato dai Cavalieri Teutonici e documentato sotto Guglielmo I di Sicilia come donazione all'Ospedale dei Lebbrosi di Palermo.[3][67][57]
- XI secolo, Castello Calatrasi di Roccamena, ruderi.[61]
- ?, Castello di Jato nel territorio del feudo corrispondente a San Giuseppe Jato, fortificazione documentata.[61]
- XII secolo, Castello di Solanto di Santa Flavia edificato per opera del Gran Conte Ruggero, ruderi. Dimora preferita di re Ferdinando IV di Borbone e della regina Maria Carolina. Proprietà delle potenti famiglie Filangeri, Spadafora, Alliata. Alle primitive fortificazioni sono state affiancate in epoche diverse, unità residenziali che l'hanno trasformato in elegante dimora.
- XI secolo, Castello Maurino o Castello Verde di San Mauro Castelverde, costruzione edificata in epoca bizantina su antica fortificazione d'origine romana, raso al suolo nell'XI secolo, ruderi. Della vecchia costruzione è documentata la Torre San Marco.
- XI secolo, Castello normanno di San Nicola l'Arena Trabia. Costruzione edificata nel XIV secolo attorno alla preesistente torre d'avvistamento di epoca normanna.
- XII secolo, Castello Mezzano di Santo Stefano Medio.
- 1150, Castello di Brucato di Sciara.[54][68]
- 1164, Castello normanno di Sclafani Bagni, ruderi.[57]
- X secolo, Castello serbatoio di Termini Imerese, il viaggiatore geografo arabo Idrisi lo descrive nella sua opera. Distrutto nei moti del 1860. La preesistente fortificazione era stata rasa al suolo dai Cartaginesi.[69]
- XII secolo, Castello Lanza di Trabia, il viaggiatore geografo arabo Idrisi lo documenta nel 1153, costruzione normanna su preesistente fortificazione araba.
- XII secolo, Castello di San Nicola di Trabia, costruzione abbarbicata a torri d'avvistamento d'epoca normanna.[67]
- ?, Castello di San Nicola di Trappeto.
- X secolo, Fortezza della Falconiera ruderi del Castello saraceno di Ustica, ripristinato in epoca normanna, in epoca borbonica integrate dalle torri d'avvistamento della Torre dello Spalmatore e Torre di Santa Maria, quest'ultima sede del Museo Archeologico e della Pinacoteca Comunale.
- ?, Castello chiaramontano di Vicari, costruzione sorta su preesistente insediamento e fortificazione d'epoca romana.[67]
- 1093, Castello di Cefalà la Vecchia di Villafrati.

### Ragusa e provincia
- XIII secolo, Castello dei Naselli d'Aragona di Comiso, sebbene già in alcuni documenti del XIII — XIV sec.[1] si parla del castello di Comiso, e si descrive come “...feudum Comisi cum aliis fortiliciis et edificis ...”non si esclude la presenza di una primitiva fortificazione araba - romana.
- ?, Castello dei Principi di Biscari di Acate, sebbene risulti edificato alla fine del XV secolo, l'esistenza di una fortificazione nel nucleo più antico del "Casale di Odogrillo" o "Biscari" risale all'epoca saracena.[70]
- 1299, Castello chiaramontano di Chiaramonte Gulfi per opera di Ruggero di Lauria, la distruzione e lo spostamento del primitivo nucleo cittadino ha comportato la cancellazione di manufatti d'epoca saracena e primitivi.[70]
- 1090, Castello dei Settimo di Giarratana edificato per volontà di Goffredo di Ragusa, in seguito al terremoto del Val di Noto del 1693 della primitiva fortificazione restano i ruderi nella parte abbandonata dell'antica urbe.
- ?, Castello di Spaccaforno di Ispica, fortificazione documentata.[71]
- ?, Castello degli Statella di Ispica, il "Fortilitium" è edificato dopo la riconquista normanna.
- ?, Castello del Focallo o del Ficallo di Ispica, fortificazione documentata.[72]
- 1272, Castello chiaramontano di Modica, nato come fortificazione rupestre nell'VIII secolo e noto come presidio fortificato militare e carcerario. Casati Mosca - Chiaramonte - Cabrera - Henriquez.[73]
- ?, Castello Montis Rubei di Monterosso Almo edificato dal Conte Enrico Rosso.[70]
- ?, Castello dei Cabrera di Monterosso Almo.
- XV secolo, Torre Cabrera di Pozzallo.[73]
- XIII secolo, Castello di Donnafugata di Ragusa, sebbene sia una combinazione di stili in epoche recenti, il nucleo più antico è costituito da una torre d'epoca normanno - sveva ove regnavano contaminazioni di matrice araba.
- 1090, Castello di Ibla di Ragusa edificato per volontà di Goffredo di Ragusa su preesistenti fortificazioni d'epoca bizantina e araba. Con la ricostruzione avvenuta in seguito al terremoto del Val di Noto del 1693 assume la connotazione attuale.[20][74]
- ?, Castellaccio o "castrum magnum" di Scicli, ruderi di fortificazioni risalenti alla dominazione araba.[73]
- ?, Castello dei Tre Cantoni o "castrum parvum" di Scicli, ruderi di fortificazioni risalenti alla dominazione araba.[73]
- ?, Castello Colonna Henriquez di Vittoria, sebbene la costruzione sia documentata al 1607 non si esclude la presenza di una primitiva fortificazione araba o greco - romana.

### Siracusa e provincia
- 1272, Castello federiciano di Avola, costruzione distrutta dal terremoto del Val di Noto del 1693.[75]
- 1232, Castello svevo di Augusta, fortificazione trasformata in castello da Federico II di Svevia.[76]
  - ?, Fortezza Limpetra, fortificazione documentata.[77]
- XIV secolo, Castello aragonese di Brucoli, edificato nella forma attuale in epoca aragonese.
- 1088, Castello Bucher o Bucherio di Buccheri, ruderi. Costruzione edificata su preesistente fortificazione araba.[78]
- XII secolo, Castello Requisenz di Buscemi, ruderi. Ricostruzione in epoca normanna effettuata da Riccardo Montalto della famiglia Requisenz - Aragona - Ventimiglia su preesistente fortificazione araba.
- XII secolo, Castello di Kasr di Cassaro, ruderi. Distrutto dal Terremoto del Val di Noto del 1693.
- ?, Castello di Cacipari (dall'arabo Jasibili) di Cassibile, prende il nome dal fiume omonimo. Fortificazione documentata.[79]
  - 1319, Castello del Marchese Giacomo d'Arezzo di Cassibile, anno in cui risale la prima documentazione scritta.
- ?, Castel di Lega di Ferla, ruderi. Costruito in sito preistorico e baronia di Goffredo d'Altavilla.
- 1093, Castello di Cadrà o Chadra o Ossena di Francofonte, ruderi. Costruito nel sito preistorico della necropoli Ossini - San Lio.
- 1366, Castello della Motta di Francofonte.[21]
- ?, Castello di Callaro di Lentini.
- XII secolo, Castelluccio di Motta San Calogero di Lentini.[80]
- 1093, Castello di Ossena di Lentini, ruderi.[80]
- XI secolo, Castellaccio federiciano o "Castrum vetus" di Lentini, ruderi di costruzione normanna rielaborati da Federico II di Svevia.[80]
- XIII secolo, Castellaccio federiciano o "Castrum novum" di Lentini.[80]
- XVI secolo, Castello di Xirumi Serravalle di Lentini.
- XIV secolo, Castello di Altavilla di Melilli.
- XIII secolo, Castello di Curcuraci di Melilli.[81]
- 1091, Castello Reale di Noto Antica, costruzione edificata su fortificazione araba da Giordano d'Altavilla.
- XIV secolo, Castello Vecchio o Castelluccio di Noto, documentato solo a partire da questo periodo.
- ?, Rocca di Castelmezzano di Palazzolo Acreide, costruzione d'epoca bizantina.
- XII secolo, Castello Solacia Palatium Targia di Priolo.
- ?, Castrum bizantino o Castelluccio di Priolo Gargallo. Completano il sistema difensivo la Torre del Fico e la Torre di Magnisi.
- ?, Fortilizio svevo - aragonese di Isola di Capo Passero Portopalo.
- ?, Castello dei Platamone di Rosolini, del casato dei Platamone nel nucleo interno sorge la Basilica Paleocristiana del V secolo.
- 1038, Castello Maniace di Siracusa, fortificazione costruita da Giorgio Maniace e trasformata in castello da Federico II di Svevia.[82]
- ?, Castello Eurialo o Belvedere di Siracusa, fortificazione edificata in epoca greco - romana e ristrutturata in epoca bizantina.
- 1000, Castello arabo - normanno di Sortino.[81][83]
- XIII secolo, Torre sveva di Vendicari.

### Trapani e provincia
- 1093, Castello di Calatubo edificato nel territorio del comune di Alcamo per opera del Gran Conte Ruggero e menzionato dal geografo arabo al-Idrisi nel "Libro di Re Ruggero" del 1154.[84][65]
- XIII secolo, Castello Ventimiglia di Alcamo, ruderi sul Monte Bonifato. Distrutto nel 1243 per ordine di Federico II di Svevia, riedificato prima del 1391 dalla famiglia Ventimiglia.[84][85][84]
- XIV secolo, Castello dei Conti di Modica di Alcamo, costruzione edificata dalla famiglia Chiaramonte.
- IX secolo, Castello Eufemio o di Phimes di Calatafimi, edificio di stile normanno svevo fondato su preesistente fortificazione araba.
- XII secolo, Castello di Calatabarbaro o del Berbero di Calatafimi Segesta, abbandonato nel XIII secolo.
- ?, Castello di Calataxibumi di Calatafimi Segesta.
- XI secolo, Castello di Calathamet da "Qal'at Hammah" o castello dei Bagni, di Calatafimi Segesta, annoverato da Idrisi, abbandonato nel XIII secolo.[85]

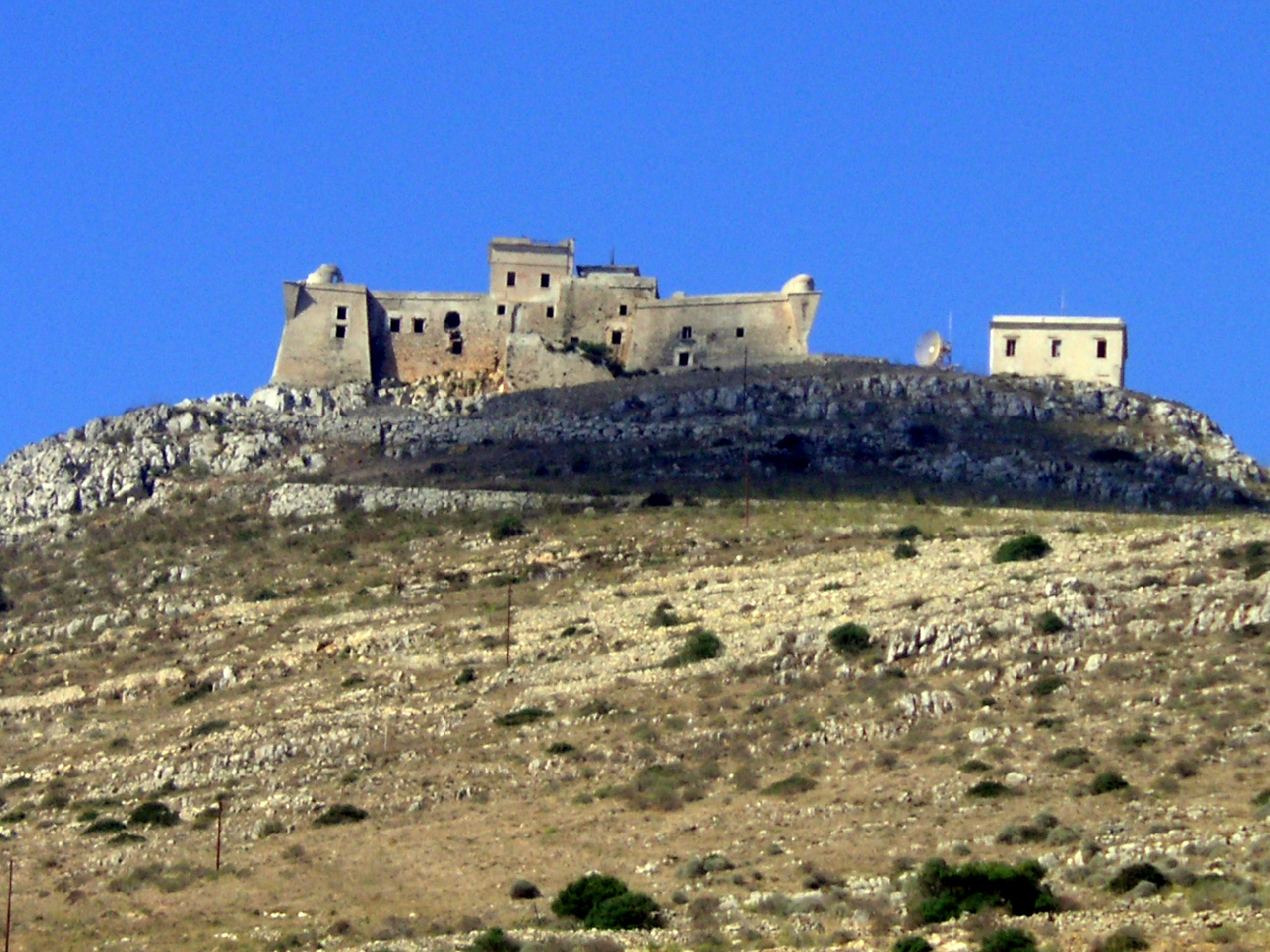
Forte di Santa Caterina di Favignana.

- XIII secolo, Castello Bellumreparum di Campobello di Mazara. Nel 1239 l'edificio è annoverato nei Castra exempta. Il Castello di Bellumvider, il Castello di Bellumreparum (feudo di Belriparo o Beltripaivo o Birribaida o Perripairi)[86] e la Torre di Burgimilluso sono realizzati dall'Imperatore Federico II di Svevia a servizio della riserva venatoria di Birribaida. La Torre Tre Fontane completa il sistema difensivo.
- XI secolo, Castello di Baida nella località di Balata di Baida di Castellammare del Golfo, "Al Bayd" toponimo arabo.
- 1176, Castello di Inici nel comune di Castellammare del Golfo. Il primo nucleo risale all'VIII secolo, sebbene abitato subisce i danni del Terremoto del Belice del 1968, sgombrato, la torre normanna crolla nel 1998.
- IX secolo, Castello a Mare o dei Bagni di Castellammare del Golfo. Sovrapposizione di costruzioni d'epoca araba - normanna nel centro medievale della città, sotto il regno di Ruggero II di Sicilia è documentato dal geografo viaggiatore arabo Idrisi. Pervenuto in ottime condizioni, oggi restaurato è sede di poli museali con il compito di tramandare “La Memoria del Mediterraneo”. La Torre Guidaloca e Torre Bennistra completano il sistema d'avvistamento.[87]

- XIII secolo, Castello Bellumvider di Castelvetrano. Nel 1239 l'edificio è annoverato nei Castra exempta. Oggi Palazzo delle famiglie Tagliavia e Pignatelli Aragona Cortes. Il Castello di Bellumvider, il Castello di Bellumreparum e la Torre di Burgimilluso sono realizzati dall'Imperatore Federico II di Svevia a servizio della riserva venatoria di Birribaida.
  - ?, Fortezza di Bigini.[88]
- XI secolo, Castello Maurigi di Erice.
- XII secolo, Castello di Venere e Torri del Balio di Erice sorto su un preesistente tempio romano dedicato a Venere Ericina.
- XI secolo, Castello Linciasa di Custonaci.
- 1074 - 1101, Forte di Santa Caterina di Favignana edificato dal Gran Conte Ruggero, ruderi.
- 1074 - 1101, Castello di San Giacomo o di Punta Troia di Favignana edificato dal Gran Conte Ruggero, adibito a colonia penale.
- XII secolo, Forte di San Leonardo di Favignana nei pressi dell'odierna Villa Florio.
- XIII secolo, Castello chiaramontano di Gibellina, edificato da Manfredi Chiaramonte.[61]
- 1140, Castello di Punta di Troia di Marettimo, ricostruzione normanna su torre d'avvistamento e impianti d'epoca romana. Adibito a carcere, in epoca borbonica ospitò Guglielmo Pepe.
- XII secolo, Castello normanno di Marsala, sede del carcere giudiziario.
- 1072, Castello normanno di Mazara del Vallo, arco e ruderi del castello costruito dal Gran Conte Ruggero demolito parzialmente nel 1880.[89]
- ?, Castello di Mozia dell'isola di Mozia, fortificazione documentata.[72]
- 1123, Castello Barbacane di Pantelleria, eretto dopo la conquista di Ruggero II di Sicilia, utilizzato come carcere giudiziario.[90]
- XIV secolo, Castello Grifeo di Partanna, costruzione edificata su preesistente fortificazione normanna. In seguito al Terremoto del Belice del 1968 ha subito lunghi restauri, parti della struttura sono adibite a Museo Archeologico Storico e del Vino. Proprietà della famiglia Grifeo o Graffeo.
- ?, Castello di Calathali di Poggioreale.
- ?, Castello Paruta di Salaparuta, ruderi.[61]
- 1077, Castello di Alicia di Salemi, rimaneggiato da Federico II di Svevia nel XIII secolo sorge su preesistenti fortificazioni greco - romana - araba.[20]
- XVIII secolo, Castello dei Piacentini di Scopello, fortificazione documentata.[91]
- XII secolo, Castello di Terra di Trapani, costruzione eretta sui resti di una fortificazione cartaginese.[92]
- XI secolo, Castello della Colombaia e Torre Peliade di Trapani, edificati su fortificazioni arabe, la costruzione è documentata già durante la Prima Guerra Punica.[93][94]
- XII secolo, Lazzaretto di Trapani, il primitivo edificio nella prima meta del XIII secolo adibito a quarantena, sorgeva all'epoca sull'isolotto adiacente alla Chiesa di Sant'Antonio del Mare demolita nel XVI secolo.
- XIII secolo, Porta Botteghelle o Putielle o Putielli di Trapani.
- XIII secolo, Porta Oscura e Torre dell'Orologio di Trapani esistente probabilmente già al tempo dei cartaginesi.

## Galleria d'immagini

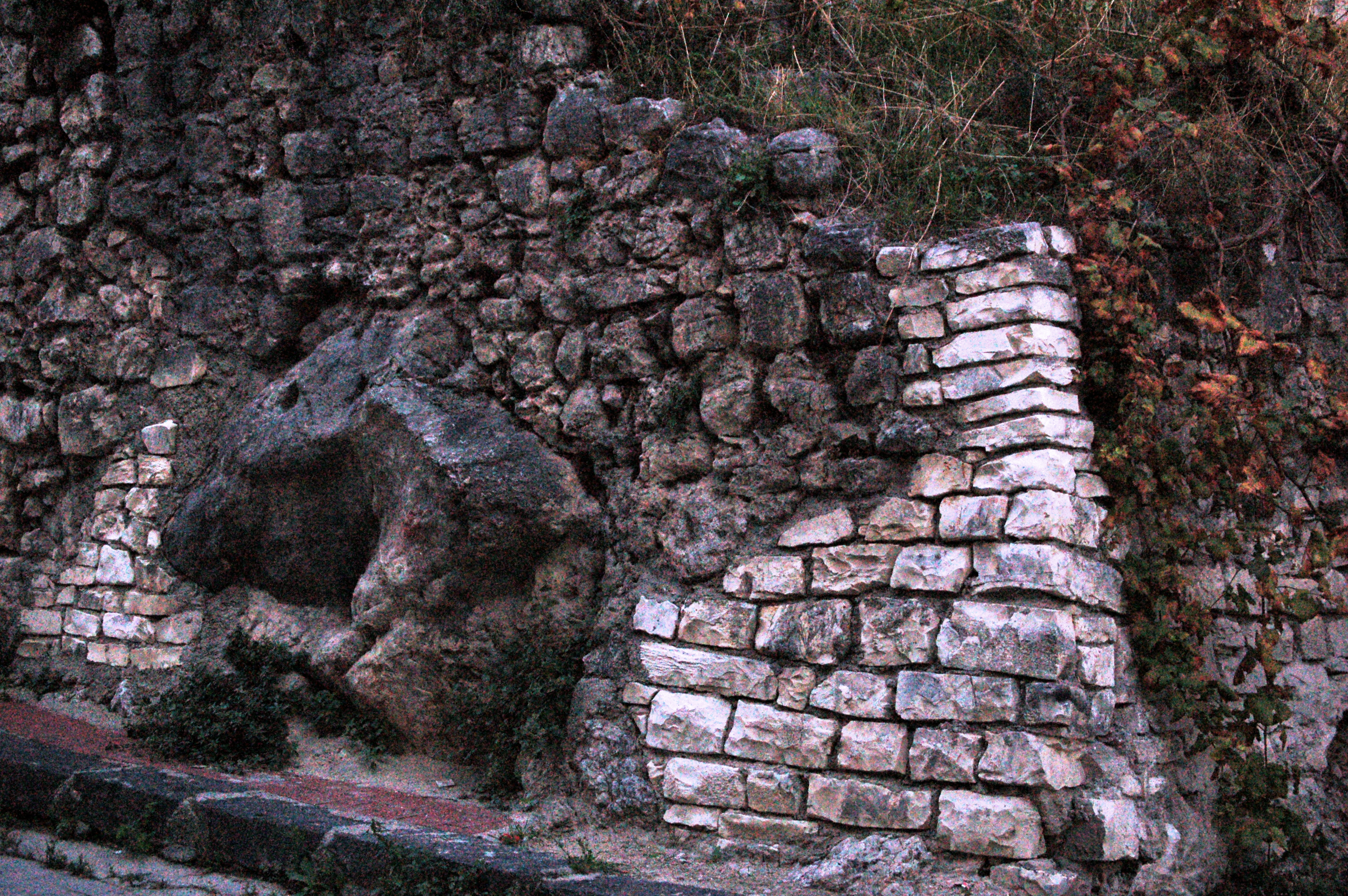
Castello di Bivona
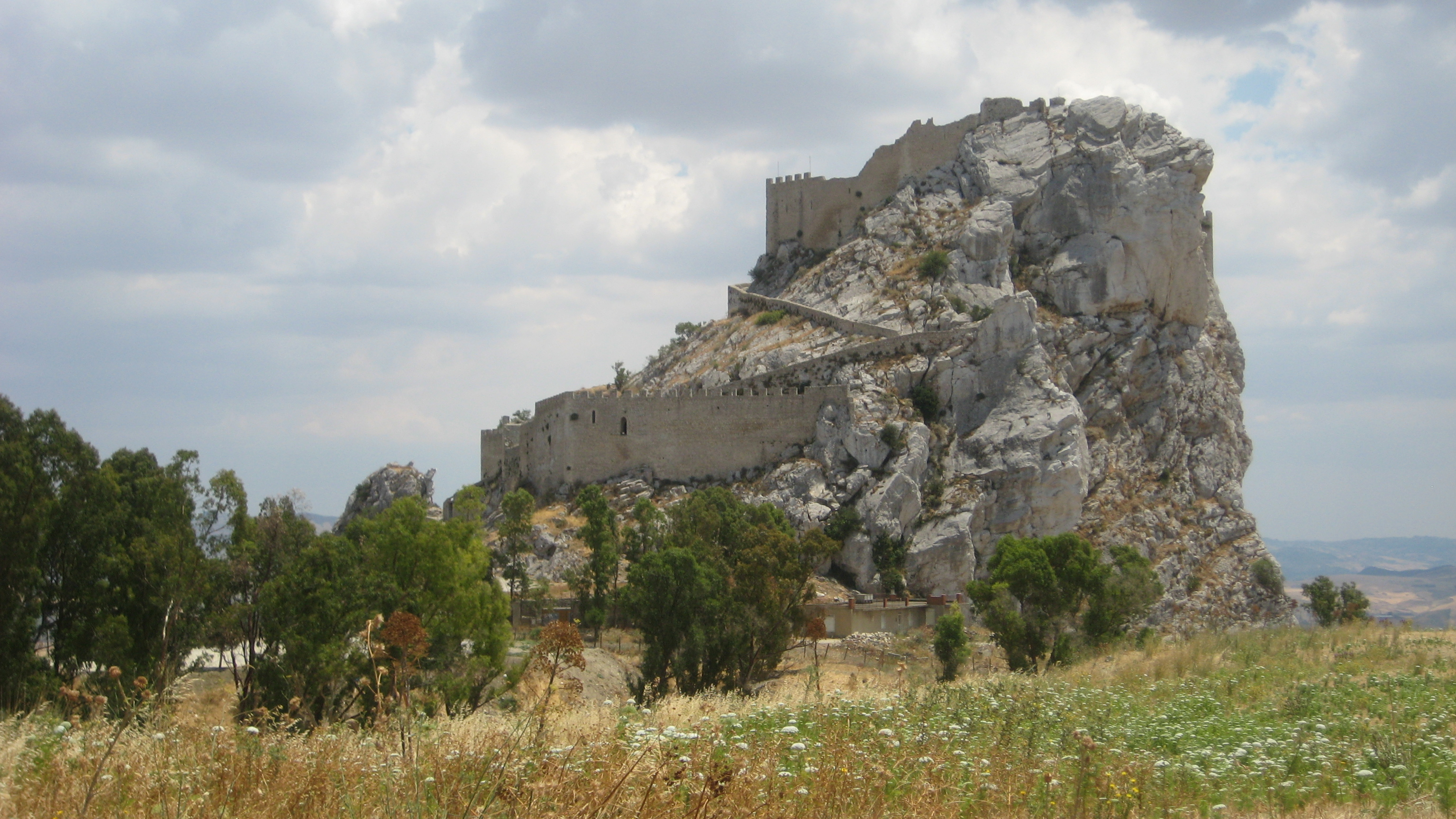
Castello di Mussomeli
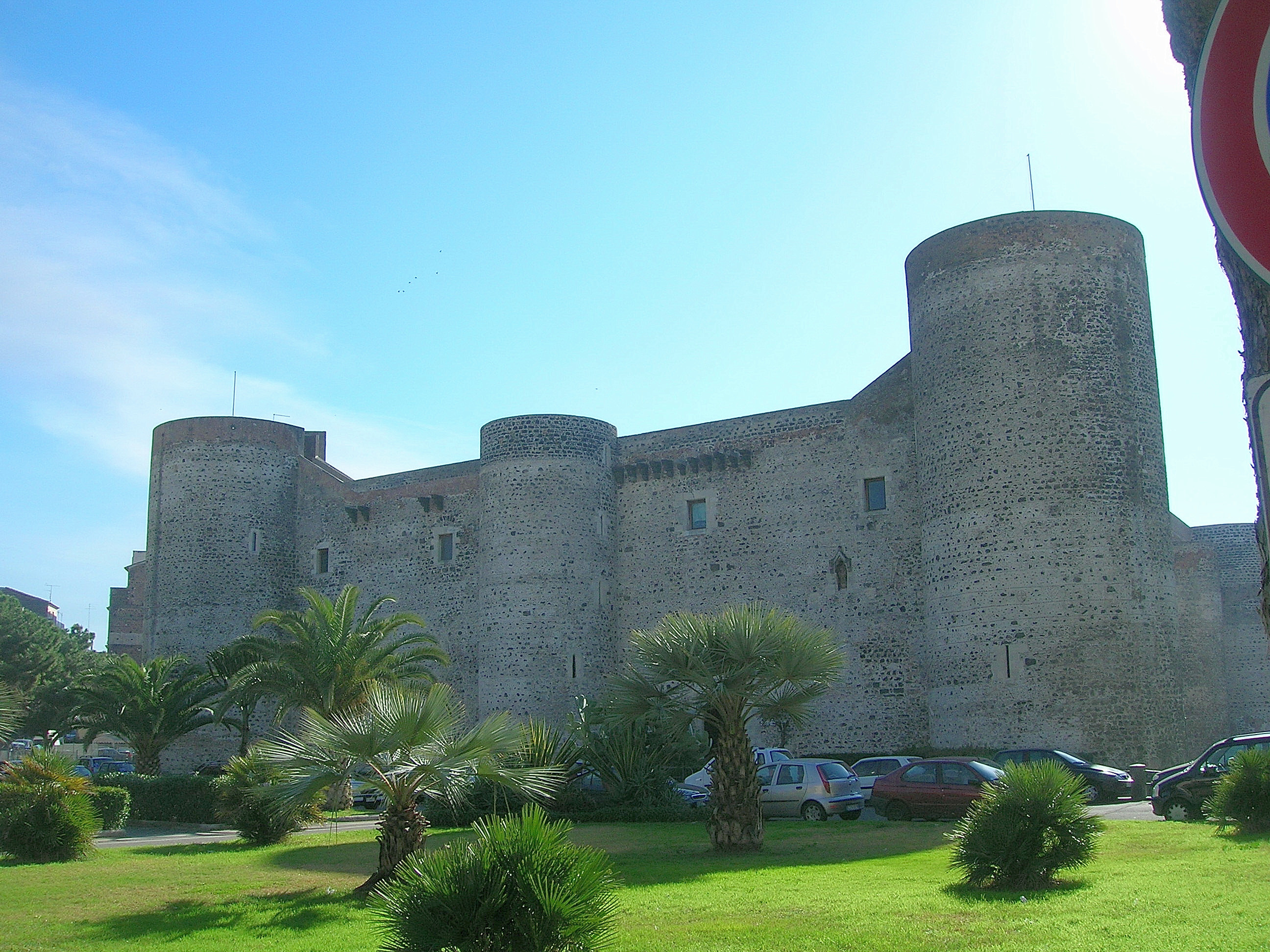
Castello Ursino di Catania
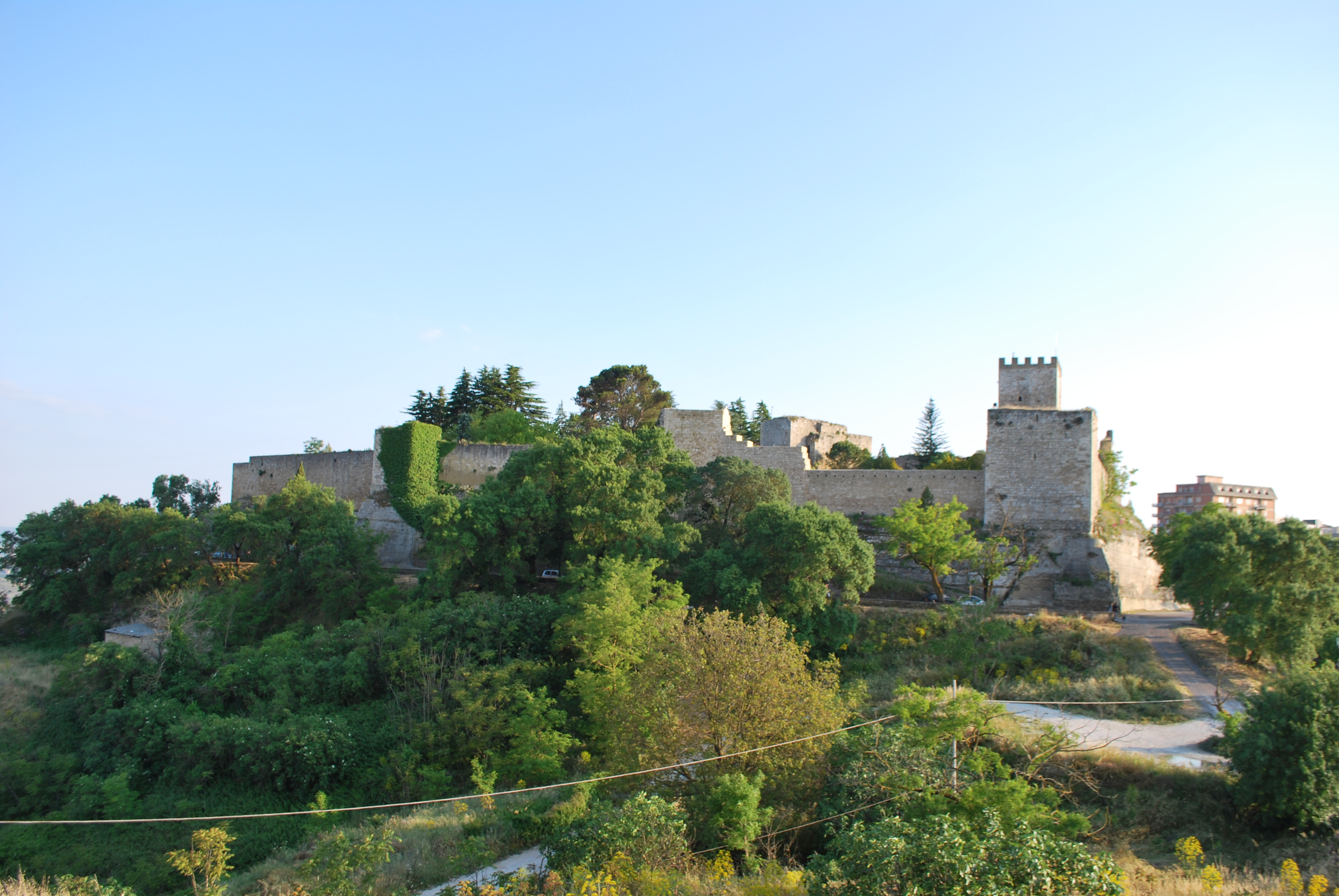
Castello di Lombardia Enna
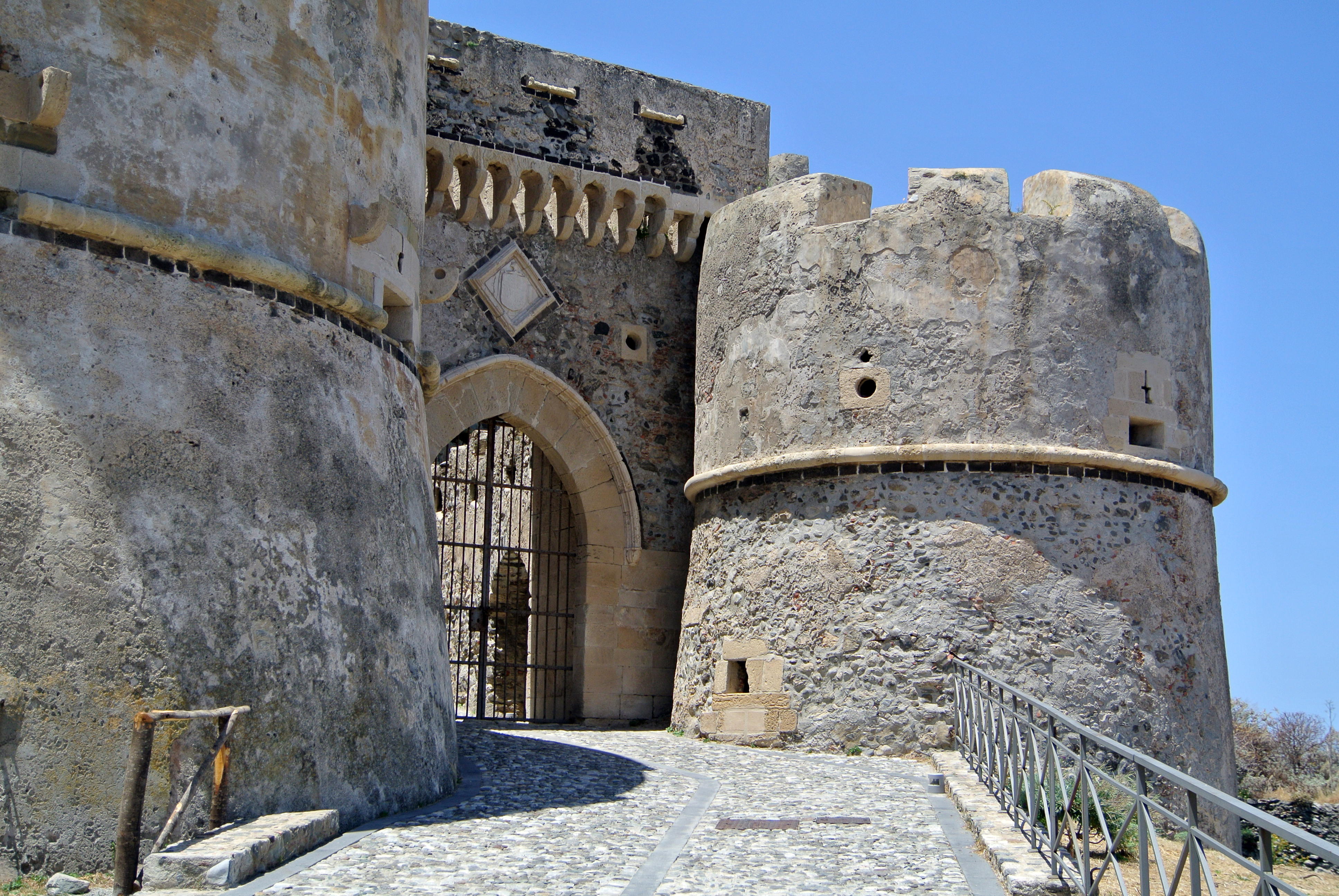
Castello di Milazzo
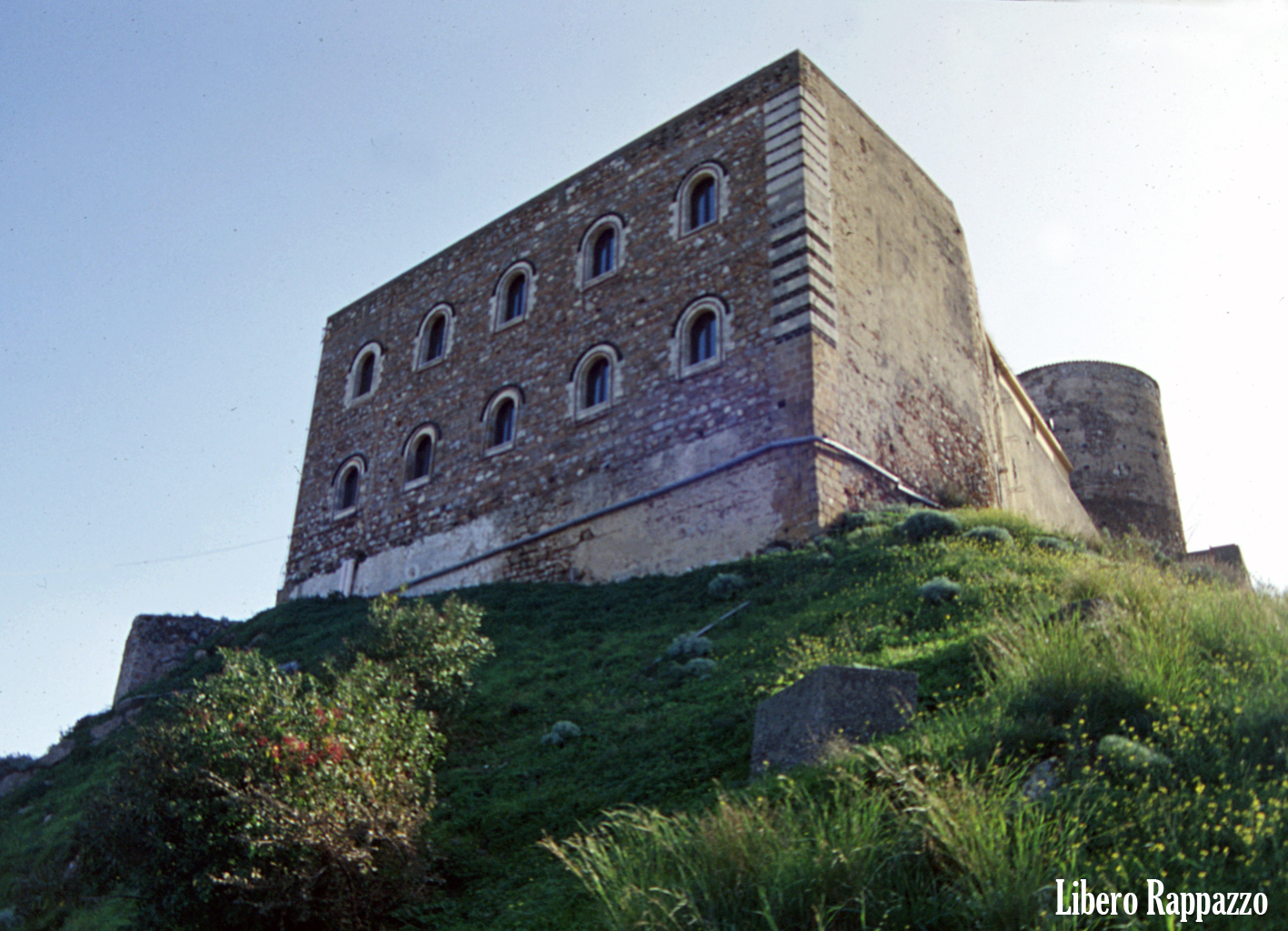
Castello di Santa Lucia del Mela
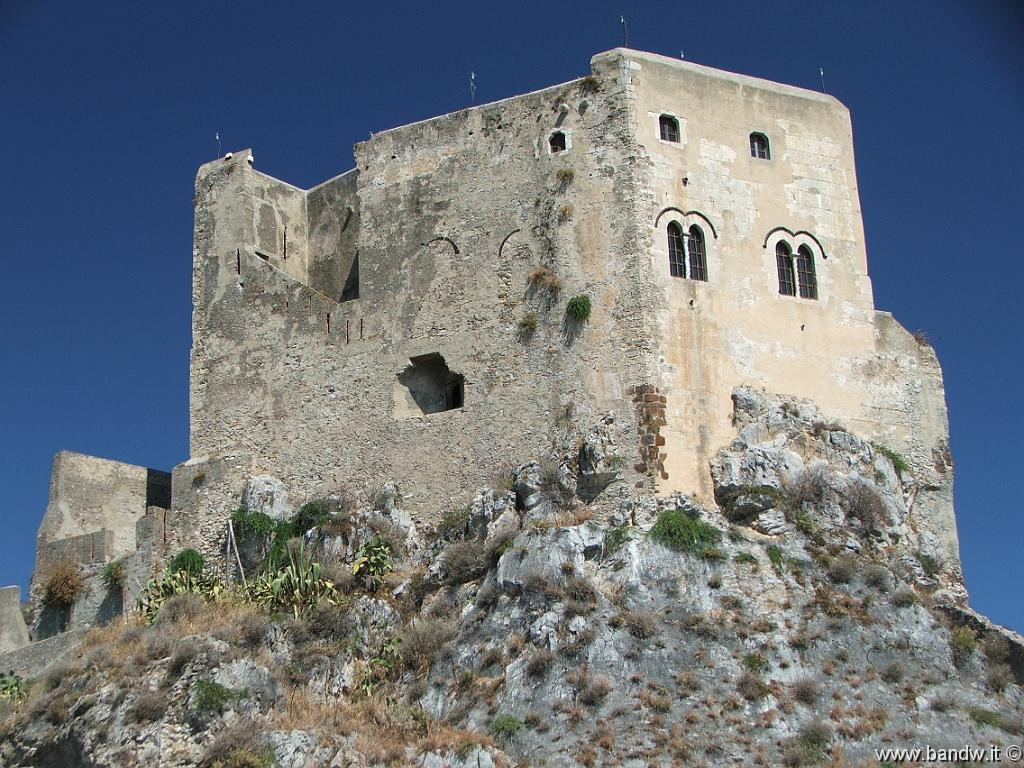
Castello di Scaletta
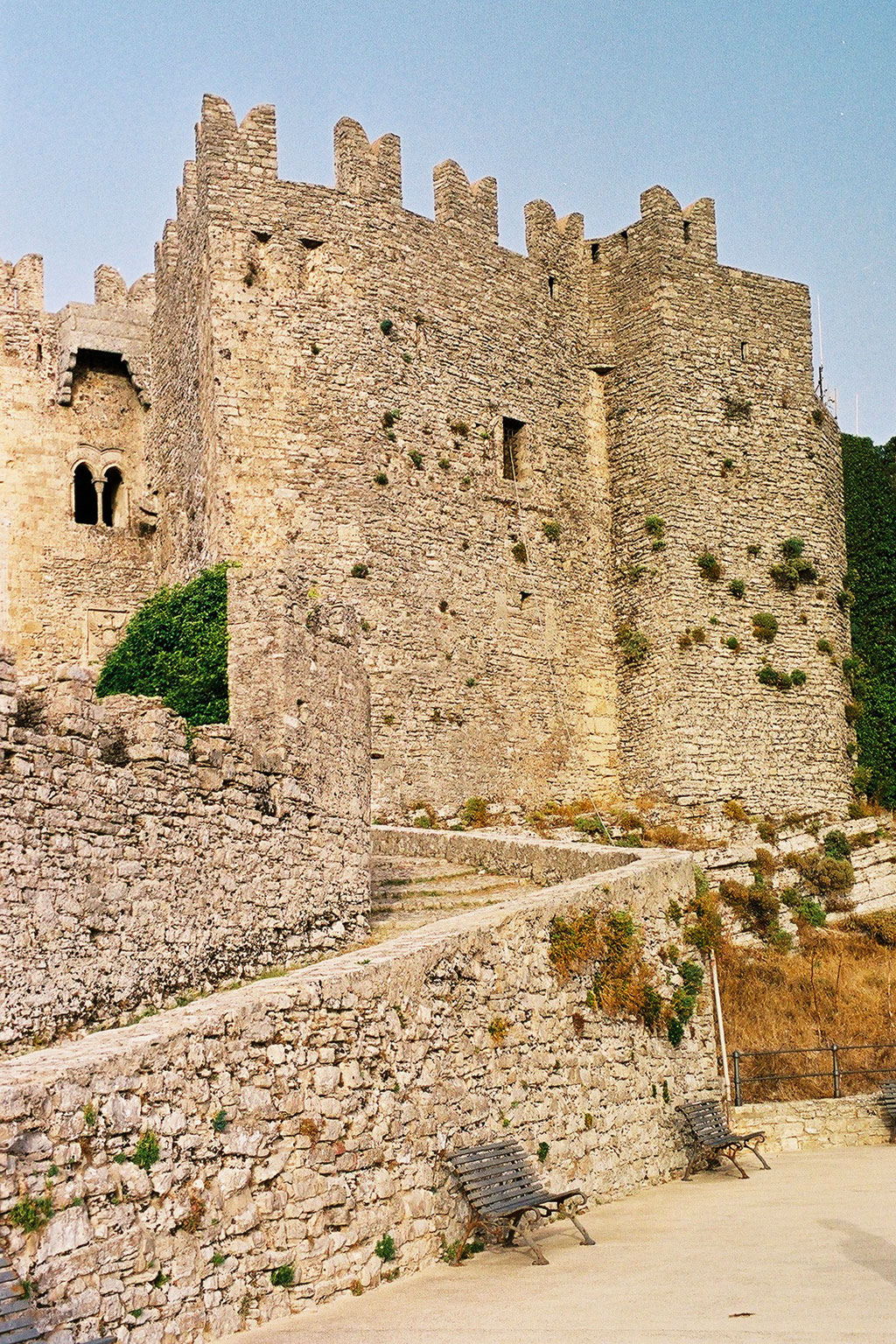
Castello di Erice
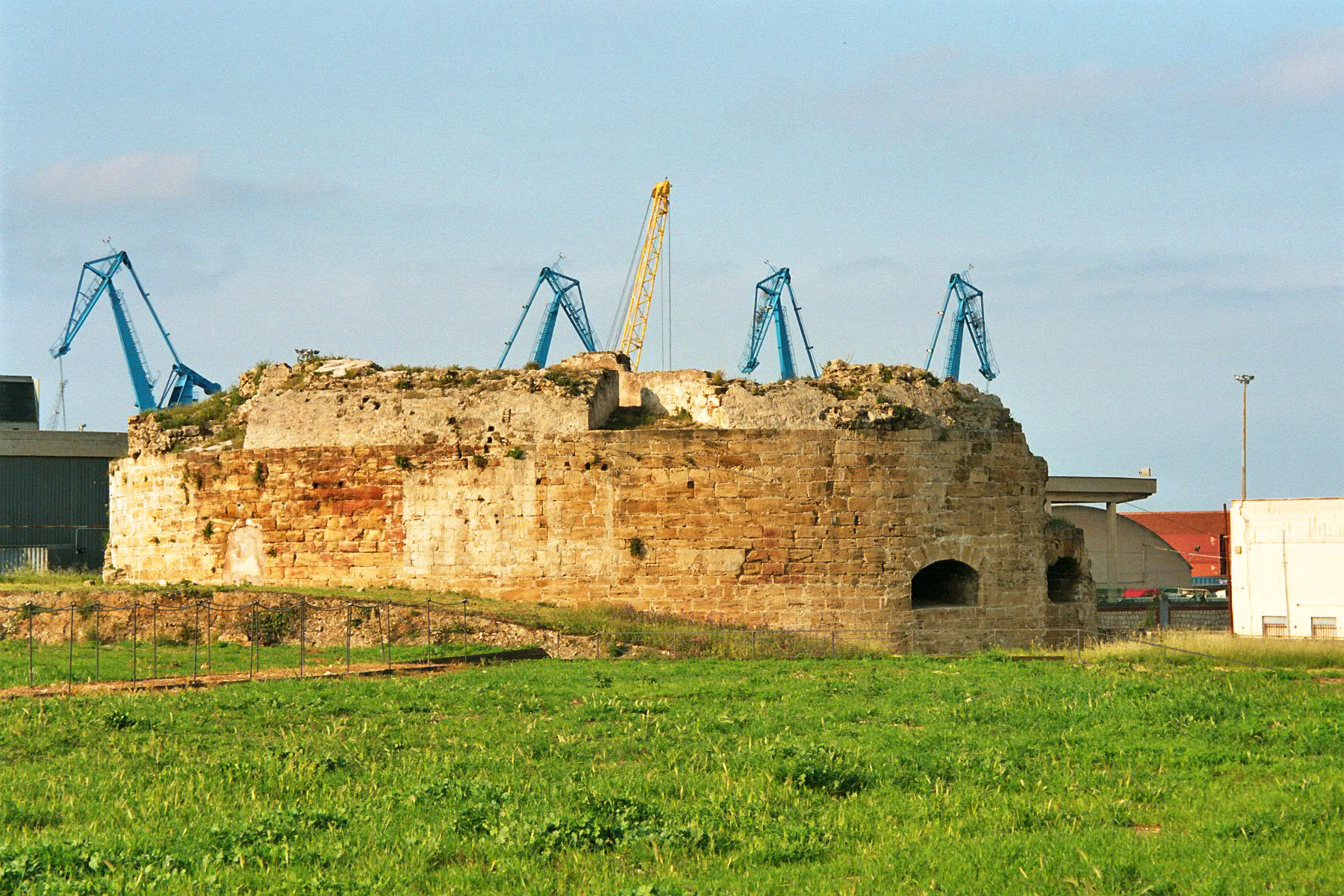
Castello a Mare Palermo
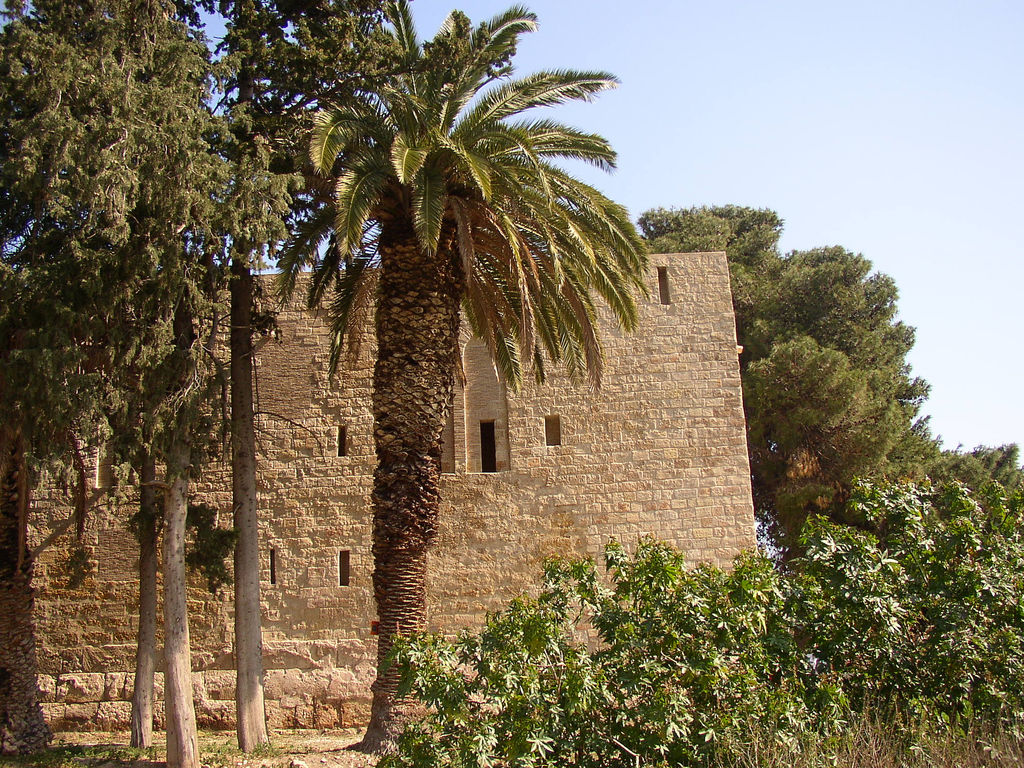
Castello di Maredolce Palermo
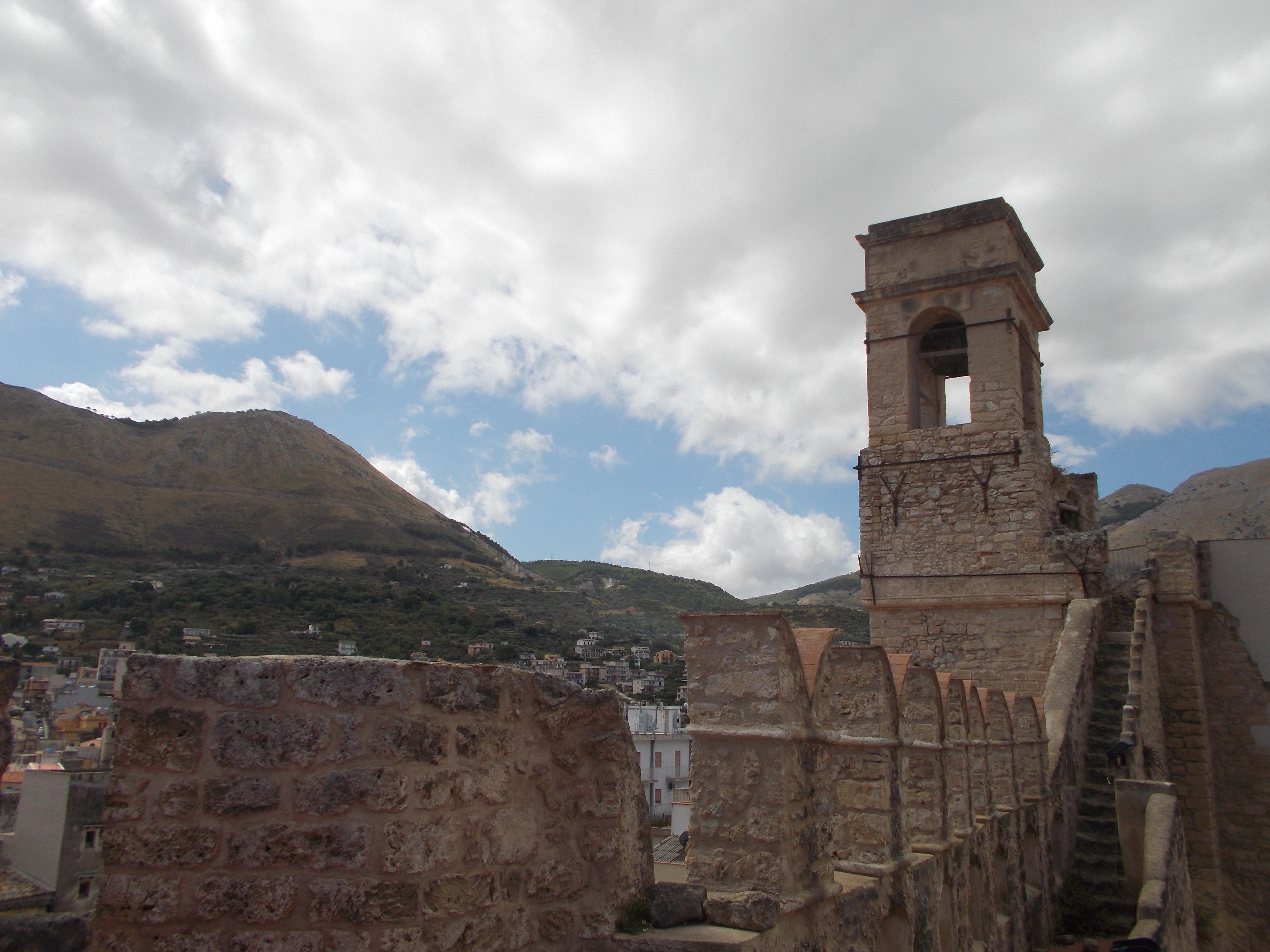
Castello di Carini
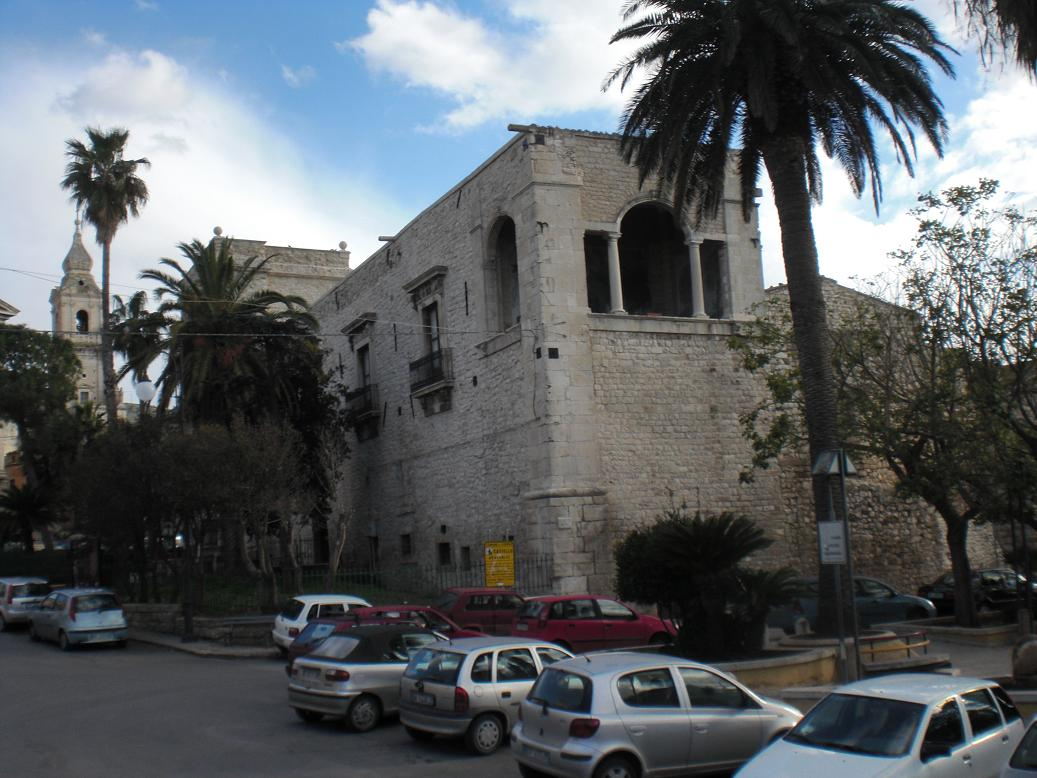
Castello di Comiso
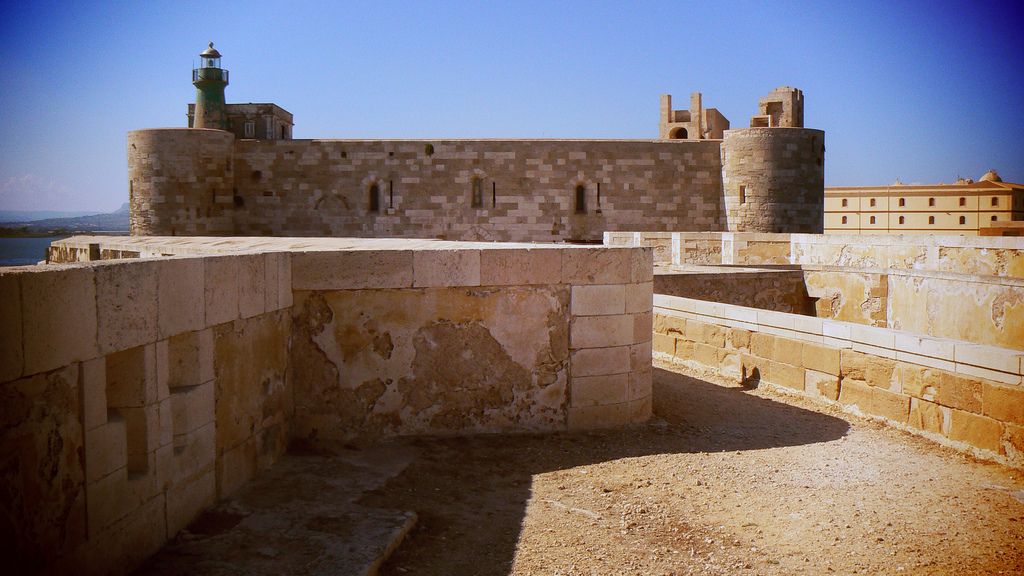
Castello di Maniace
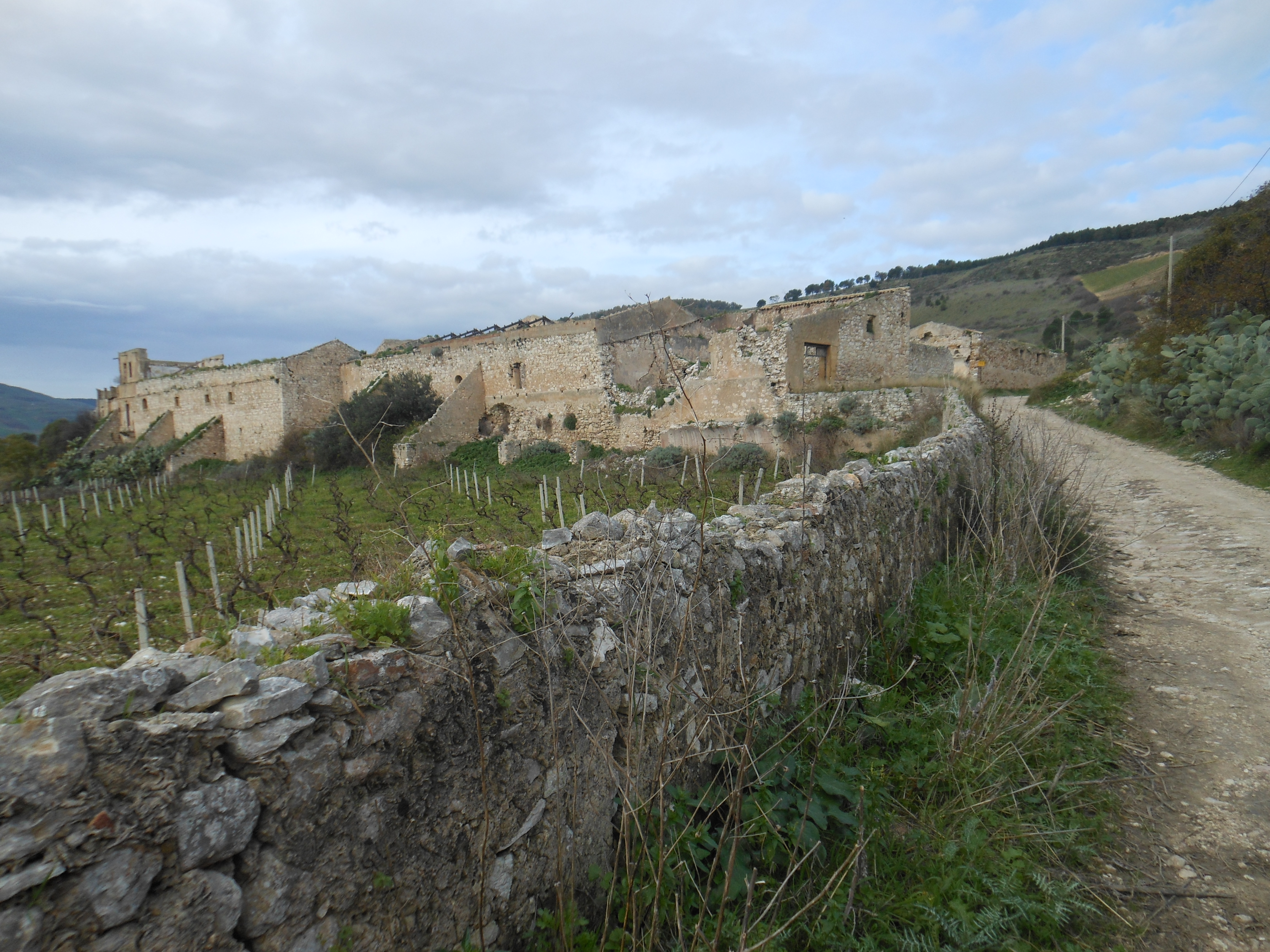
Castello di Inici